# Лёгкий крейсер
Лёгкий крейсер  — боевой надводный корабль, подкласс крейсеров, появившийся в начале XX века, продукт эволюции бронепалубных крейсеров под влиянием опыта русско-японской войны. Лёгкие крейсера являлись относительно крупными (в сравнении с эсминцами, минными крейсерами и канонерскими лодками) специализированными артиллерийскими кораблями с развитой броневой защитой, вооружались преимущественно артиллерией среднего калибра. Принимали активное участие в морских сражениях Первой и Второй мировых войн. Военно-морской теоретик Альфред Мэхэн отводил лёгким крейсерам роль разведчиков и истребителей неприятельской торговли.
Развитие подкласса происходило в рамках доктрин национальных ВМС и приводило к большим отличиям в предназначении и характеристиках кораблей. Лондонские морские договоры 1930 и 1936 годов привели к выработке определённого международного стандарта, но некоторые различия всё равно сохранялись. В годы Второй мировой войны лёгкие крейсера применялись для решения самых разнообразных задач и достигли высокой степени совершенства.
Строительство лёгких крейсеров прекратилось к концу 1950-х годов. Прекращение развития лёгких крейсеров было связано с изменениями в средствах и методах вооружённой борьбы на море.

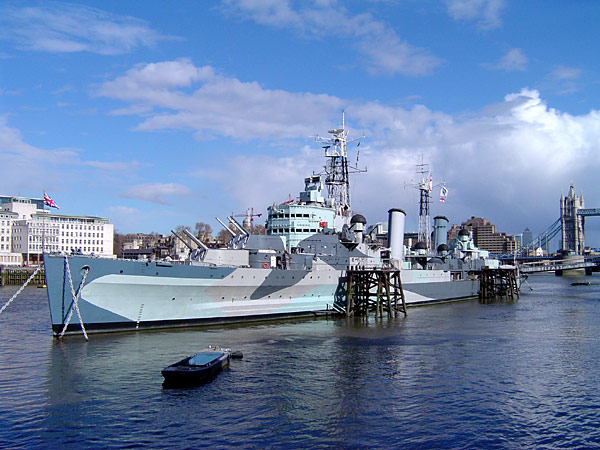
Британский лёгкий крейсер «Белфаст» на вечной стоянке в Лондоне, 2004 г.

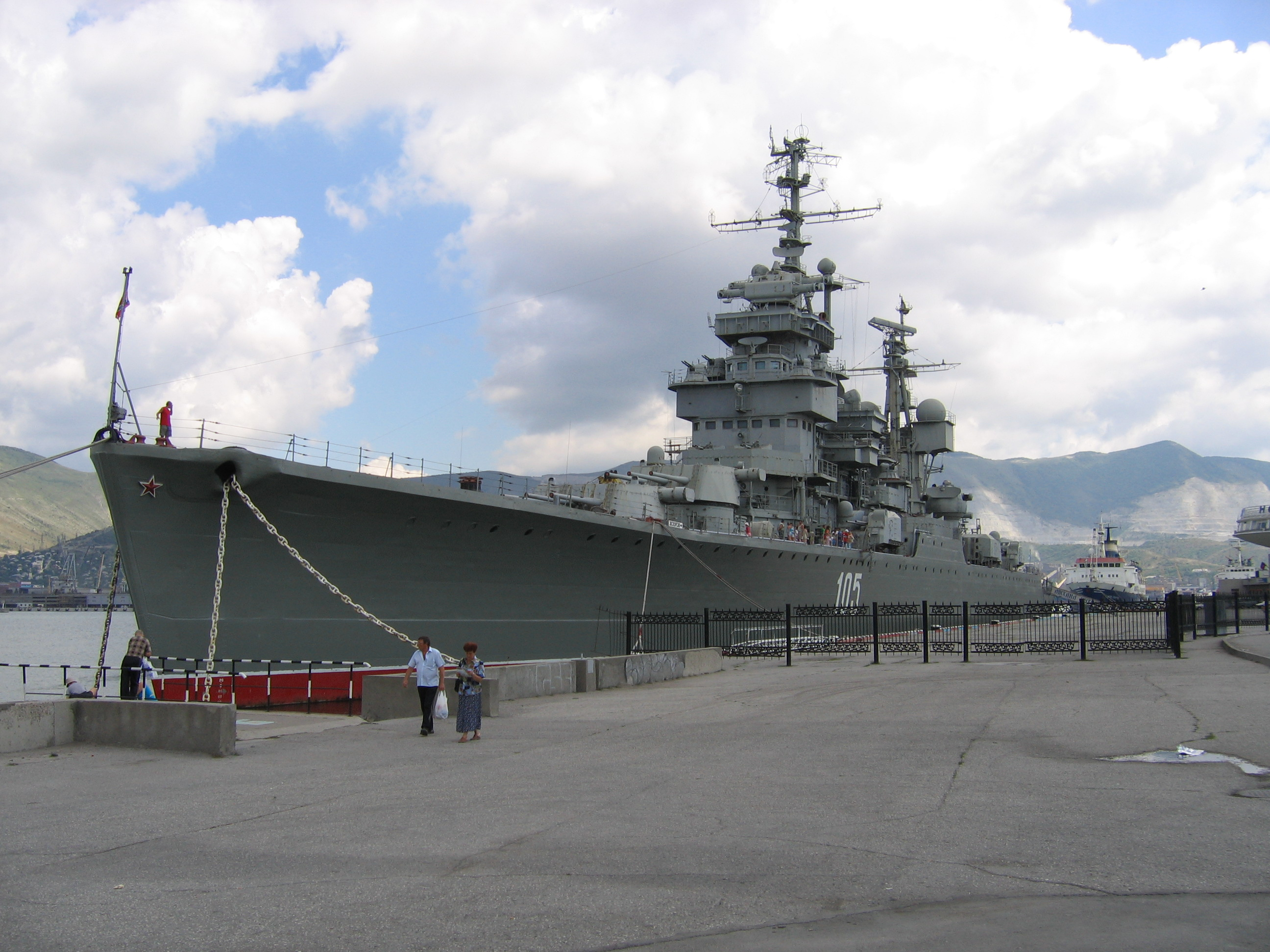
…и лёгкий крейсер «Михаил Кутузов» на вечной стоянке в Новороссийске, 2005 г.

## Возникновение класса лёгких крейсеров
К началу XX века во флотах основных морских держав сложилась, казалось бы, стройная классификация кораблей. Крейсера делились на броненосные и бронепалубные, а в отдельных флотах на классы или ранги. Так, в британском флоте существовало три класса бронепалубных крейсеров: 1-го класса — водоизмещением свыше 6 тыс. тонн, вооружённые орудиями вплоть до 234-мм, предназначенные для действий на коммуникациях и ведения широкой разведки; бронепалубные крейсера 2-го класса — водоизмещением 3—6 тыс. тонн со 152-мм пушками главного калибра, строившиеся для дозора, мелких рекогносцировок и уничтожения торговых судов противника; 3-го класса — крейсера водоизмещением 1,5—3 тыс. тонн с пушками в 102—119 мм, использовавшиеся для посыльной и стационарной службы. В России все крейсера делились на два ранга, причём 1-й ранг включал и броненосные и крупные бронепалубные крейсера. Вместе с тем, бронепалубные крейсера, особенно крупные, подвергались жёсткой критике, причём часть экспертов вообще отрицала их право на существование.

Что же касается до больших бронепалубных крейсеров, то бесполезность их, вне всякого сомнения, очевидна, да об этом и не стоит распространяться…
— Кладо Н. Л. Очерк военных действий на море во время русско-японской войны

Схема защиты бронепалубного крейсера.

Действительно, бронепалубные крейсера отличались весьма слабым бронированием, которое сводилось к броневой палубе со скосами, защищавшей энергетическую установку и снарядные погреба. При этом борт такого корабля был практически не защищён, если не считать расположенных там угольных ям.
Недостатки бронепалубных крейсеров были вполне ясны военно-морским кругам, но оснастить эти корабли бортовой бронёй не представлялось возможным по нескольким основным причинам: из-за больших размеров и невысоких удельных характеристик паровых машин, которые были единственно доступными двигателями; из-за низкой стойкости брони до 1900-х годов (до распространения цементирования по Круппу и хром-никель-молибденового легирования); из-за малых боевых дистанций и популярности бронебойных снарядов. Кроме того, пока на вооружении состояла нескорострельная артиллерия, стрелявшая снарядами, начинёнными дымным порохом, потенциальная боевая живучесть бронепалубных крейсеров оценивалась как приемлемая.
К упадку и последующему исчезновению класса бронепалубных крейсеров привело два обстоятельства в начале XX века. Во-первых, это опыт русско-японской войны — первого за долгое время столкновения двух первоклассных морских держав, который внимательно изучался всеми военно-морскими специалистами. В ходе войны на море широко применялась скорострельная артиллерия среднего калибра, стреляющая бризантными снарядами, снаряжёнными «шимозой».

В результате корабли, не прикрытые в достаточной степени бронёй, стали очень уязвимыми. «Защищённые», то есть бронепалубные военные суда, обладавшие только располагавшейся на уровне ватерлинии броневой палубой, могли потерять всю артиллерию, сгореть или просто затонуть, пусть и сохранив при этом уже бесполезные машины и погреба.
— Кофман В. «Бронированный ёж» и его потомки
Таким образом, боевая устойчивость бронепалубного крейсера оказалась неудовлетворительной, а область применения ограниченной.
Во-вторых, именно в начале XX века в распоряжении кораблестроителей оказались первые пригодные для установки на корабль паровые турбины, радикально превосходившие паровые машины по удельной и агрегатной мощности. Определённую роль сыграл также наметившийся переход на жидкое топливо, позволивший добиться экономии веса и объёма.
В соответствии с английской классификационной терминологией, классический лёгкий крейсер возник в результате слияния крейсера-скаута и бронепалубного крейсера 2-го класса.
Однако переход от бронепалубных крейсеров к лёгким произошёл не сразу и породил ряд промежуточных типов. Первым британским турбинным крейсером стал «Аметист» (англ. Amethyst), принадлежавший типу «Топаз» (англ. Topaze). Значительно лучшие характеристики турбинной установки подвигли британское Адмиралтейство к строительству двух крупных серий турбинных крейсеров небольшого водоизмещения, классифицируемых как скауты (англ. Scout cruiser). Это были крейсера типов «Форвард» (англ. Forward) и «Боадицея» (англ. Boadicea), всего 15 единиц. Впрочем, броневая защита у них по-прежнему сводилась к броневой палубе со скосами.

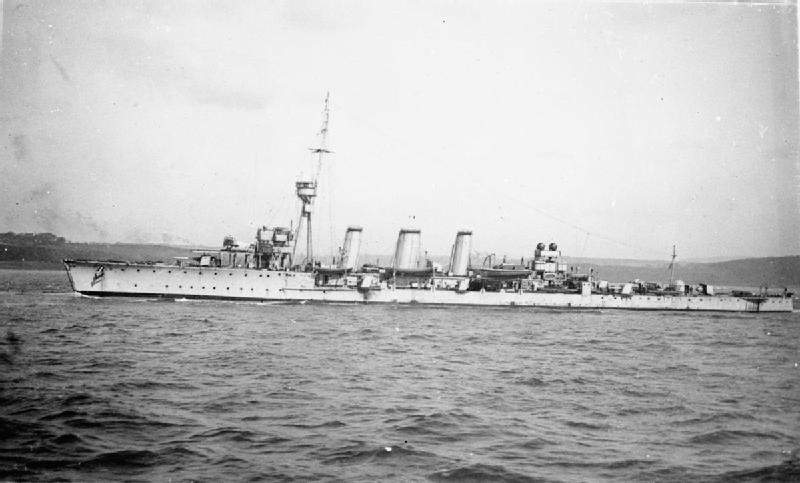
Лёгкий крейсер «Аурора», типа «Аретьюза». 1913 г.

Первыми «настоящими» лёгкими крейсерами принято считать британские корабли типа «Аретьюза» (англ. Arethusa), созданные как продолжение развития типа крейсеров-скаутов, и отличавшиеся многими новшествами, главным из которых был броневой пояс по ватерлинии. Фактически эту честь более заслуживают крейсера типа «Магдебург» (нем. Magdeburg), также имевшие броневой пояс и турбинную установку, первые из которых были заложены и вошли в строй за два года до «Аретьюзы» и за полгода до «Саутгемптона» — первого крейсера типа «Чатам», но понятие «лёгкий крейсер» первоначально употреблялось в отношении турбинных скаутов и в Великобритании, а не в Германии.
Именно с крейсерами типа «Аретьюза» и связано происхождение странного термина «лёгкий крейсер». При проектировании они классифицировались как скауты или крейсера III ранга.

Расписывая достоинства вновь строившихся крейсеров в парламенте, Черчилль в связи с этим даже представил их в качестве «лёгких броненосных крейсеров» («light armored cruisers»), как единственными среди малых кораблей флота, защищёнными вертикальной бронёй по всей длине корпуса.
— А. Донец. Прямые потомки «скаутов»: Крейсера типа C
Под термином «броненосный крейсер» британцы обычно подразумевали очень большой корабль, поэтому прилагательное armored вскоре отпало и новые крейсера стали называться лёгкими (light cruisers). Впрочем, в других странах существовали свои национальные классификации и термин стал общепринятым лишь после Лондонской конференции 1930 года.
Лёгкие крейсера сохранили за собой многофункциональность бронепалубных крейсеров: разведчик при эскадре, несение дозорной службы, охрана эскадры от атак миноносцев (эсминцев), набеги на порты противника, в некоторой степени — нарушение морских коммуникаций противника (с учётом тенденции передачи этой функции подводным лодкам). Кроме того, они были адаптированы для выполнения задач в условиях эскадренного боя во взаимодействии с линейными крейсерами (ЛКР) и линкорами дредноутного типа в силу их основного тактического преимущества — прекрасной манёвренности, наследия бронепалубных предшественников. Примечательно, что на русские лёгкие крейсера впервые были возложены дополнительные функции: постановка минных заграждений.
Так как таких крейсеров требовалось очень много, очень остро встал вопрос стоимости. В результате, столь ценимая британским флотом дальность плавания была сочтена второстепенной характеристикой — новые корабли должны были действовать в ограниченной акватории Северного моря. Малые размеры благотворно сказались на цене, и накануне Первой мировой войны Великобритания начинает массовое строительство лёгких крейсеров этого типа.
Вместе с тем, протяжённые коммуникации Британской империи требовали и другого типа крейсера — крупного, с большой дальностью плавания и относительно хорошими условиями жизни экипажа и, конечно, сильно вооружённого. В конце 1900-х годов британский флот начал получать бронепалубные крейсера типа «Бристоль» (англ. Bristol) и «Веймут» (англ. Weymouth), оснащённые турбинными установками и ставшими родоначальниками «защитников торговли» (англ. Trade protection cruisers).
Их логическим развитием явились лёгкие крейсера с броневым поясом типа «Чатам» (англ. Chatham). К сожалению для британского флота эти высокоэффективные корабли, очень нужные для борьбы с рейдерами, стоили заметно дороже «Аретьюзы» и её наследников: средняя стоимость крейсера типа «Аретьюза» составляла 285 000 фунтов стерлингов, типа «Чатам» — 356 000 фунтов стерлингов.

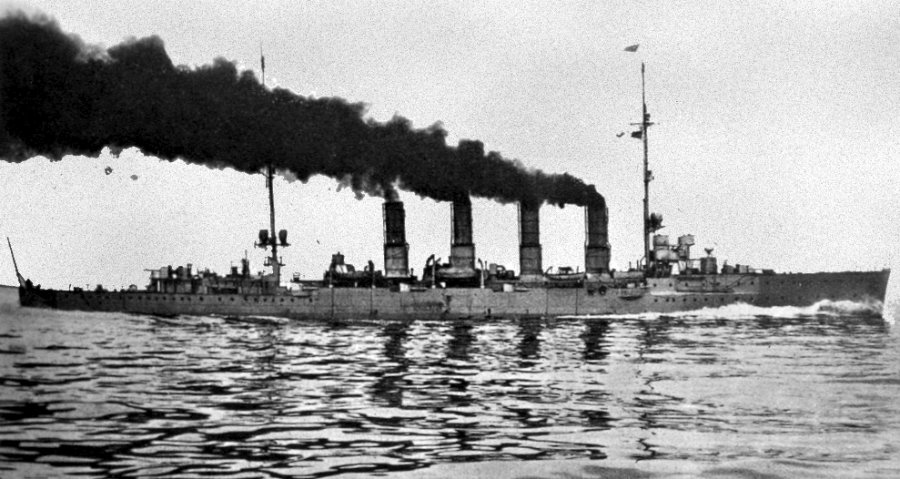
Лёгкий крейсер «Бреслау» типа «Магдебург»

Развитие лёгких крейсеров германского флота пошло по иному пути. Германская империя не имела экономических возможностей создать два типа специализированных лёгких крейсеров, да и в тактическом плане проект «Аретьюза» считался слишком слабым. Оценивая строившийся в Германии для русского флота крейсер «Новик», бывший, в некоторой степени, прародителем скаутов, немецкие офицеры считали, что даже рекордная скорость не компенсирует слабости вооружения. В результате, германский флот сосредоточился на создании универсального крейсера, одинаково годного и для службы при эскадре, и для действий на коммуникациях. Неудивительно, что по своей размерности новые немецкие крейсера представляли собой нечто среднее между «Аретьюзами» и «Чатамами». Впрочем, немцам также не удалось избежать переходных типов. Впервые установив турбины на бронепалубном крейсере «Любек» (нем. Lübeck), они вслед за этим ввели в боевой состав ещё 6 турбинных крейсеров этого подкласса, принадлежавших к типу «Кёнигсберг» (нем. Königsberg), «Дрезден» (нем. Dresden), «Кольберг» (нем. Kolberg).
Первыми полноценными германскими лёгкими крейсерами стали корабли типа «Магдебург» (нем. Magdeburg). Они отличались хорошим бронированием, надёжной системой подводной защиты, превосходными мореходными качествами и маневренностью. Лишь сравнительно слабая артиллерия портила хороший проект. Это объяснялось предвоенным мнением германских экспертов, которые считали, что хорошая выучка комендоров в сочетании с высокой скорострельностью 105-мм орудий даст больше попаданий. Дальнейшим развитием «Магдебурга» стали лёгкие крейсера типа «Карлсруэ» (нем. Karlsruhe).
Интерес к новому классу крейсеров проявляли в других странах, однако сложное финансовое положение их военно-морских сил, вызванное «линкорной» лихорадкой, не позволяло уделить строительству лёгких крейсеров достаточно внимания.
Итальянский флот получил перед войной 3 лёгких крейсера — одиночный «Куарто» (Quarto) и два типа «Нино Биксио» (Nino Bixio). В итальянском флоте они числились скаутами (итал. esploratori), принадлежность этих крейсеров к лёгким оспаривается, так как они не имели бортовой брони.

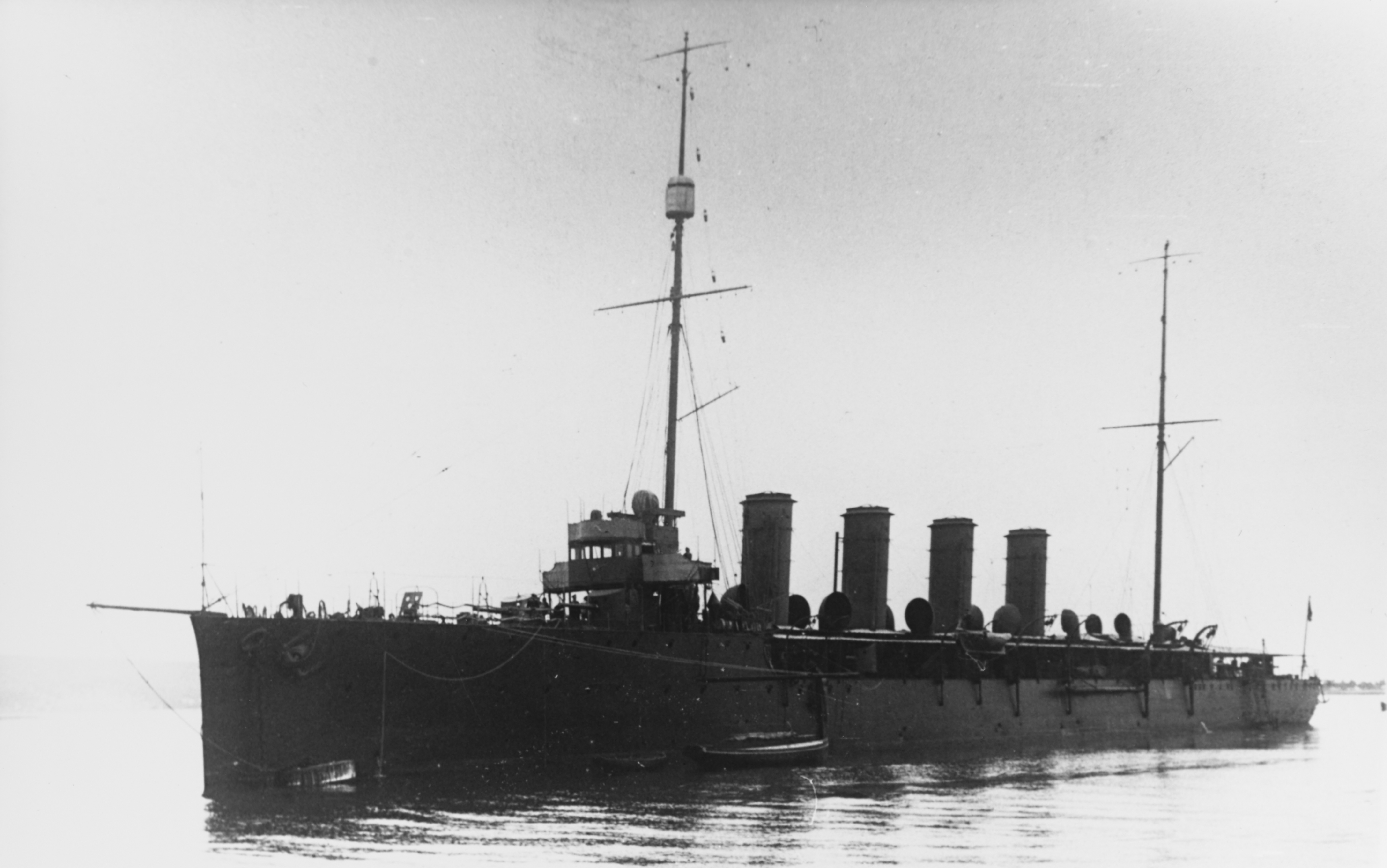
Лёгкий крейсер «Адмирал Шпаун»

Традиционный противник итальянцев Австро-Венгрия пополнила свой флот лёгким крейсером «Адмирал Шпаун» (Admiral Spaun), который был бы вполне удачным кораблём, если бы не слабость вооружения, состоявшего из семи 100-мм орудий. Получив первый опыт, кораблестроители двуединой империи построили 3 крейсера типа «Новара» (Novara), представлявшие собой вариант «Шпауна» с усиленным вооружением и более совершенной энергетической установкой.
Интерес к лёгким крейсерам проявили также французский и российский флоты. Во Франции был разработан проект крейсера-эскадренного разведчика (фр. Éclaireur d’escadre), в России заложили 8 крейсеров типа «Светлана»/«Адмирал Нахимов». Крупные и хорошо защищённые, они должны были иметь высокую скорость и мореходность и нести солидное вооружение (15—130-мм российские и 8—138-мм французские). Однако эти корабли оказались ещё и достаточно дорогими. В результате, с началом Первой мировой французские крейсера даже не закладывались, а в России так и не смогли достроить новые крейсера до конца войны.

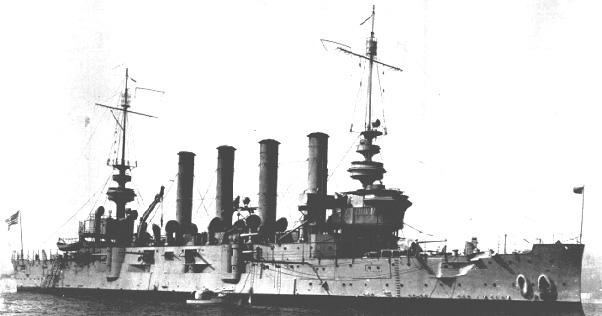
Лёгкий крейсер «Чарльстон» типа «Сент-Луис»

Политическое руководство США своим основным военно-морским приоритетом считало строительство дредноутов — раз уж линкоры являются главной силой флота, то надо построить их как можно больше. В результате американский флот отличался крайней несбалансированностью. К 1914 году США имели в строю 6 лёгких крейсеров — 3 типа «Честер» (англ. Chester) и столько же типа «Сент-Луис» (англ. St. Louis), но ни один из них не мог быть назван современным по меркам начала Первой мировой. Оснащённые паровыми машинами, они были слишком тихоходными, а «Честер» ещё и очень слабо вооружённым.

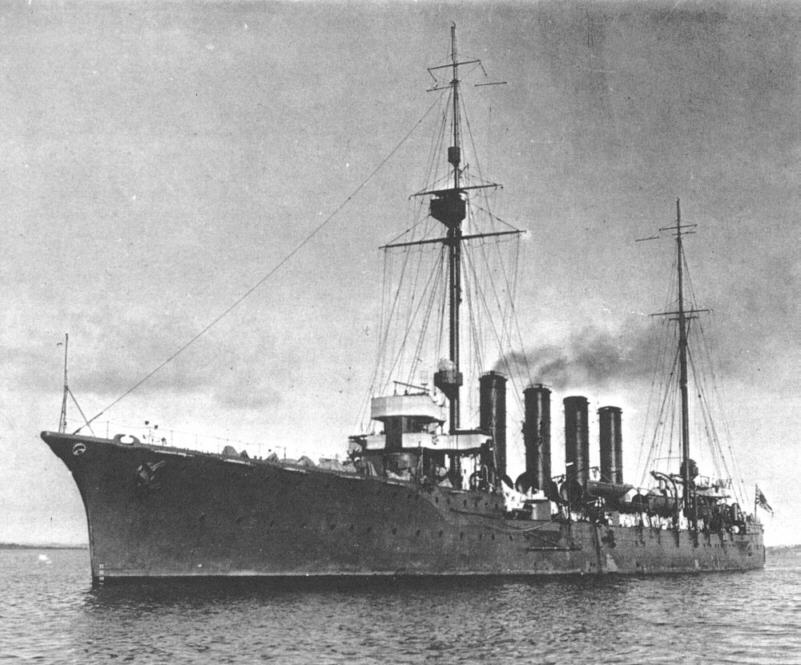
Лёгкий крейсер «Хирато»

Япония, внимательно следившая за всеми военно-морскими новшествами, не замедлила приступить к строительству новых крейсеров. К 1912 году в состав японского флота вошли 3 крейсера типа «Тикума» (Chikuma) — вполне удачные корабли, близкие по характеристикам британским «Чатамам».
Кроме того, строительство или заказ иностранным, прежде всего английским фирмам, лёгких крейсеров планировали Испания, Греция, Китай и даже Турция, чьи финансы находились под внешним управлением. Испанская кораблестроительная программа 1913 года предусматривала постройку двух турбинных крейсеров, но ввести их в строй удалось лишь в 1920-х годах. Для Греции в Великобритании были заказаны два 5200-тонных крейсера — «Кацонис» и «Кондуриотис». С началом войны их реквизировало Британское Адмиралтейство. Для ВМС Турции заказали два турбинных лёгких крейсера водоизмещением 3550 тонн. ВМС Китая в свою очередь решили воспользоваться услугами австро-венгерских кораблестроителей, заказав им современный лёгкий крейсер водоизмещением 4900 тонн. Август 1914 года перевёл эти планы в разряд фантастики. Лишь нейтральная Бразилия успела получить два относительно современных, но слабо вооружённых крейсера типа «Байя», хотя на момент постройки они были самыми быстроходными в мире.

## Лёгкие крейсера в Первой мировой войне

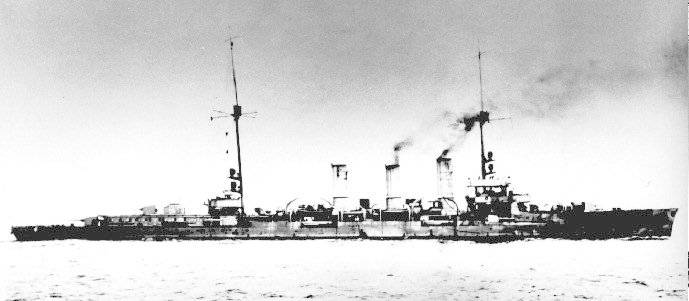
Лёгкий крейсер «Дрезден II». 1918 г.

Предвоенная «линкорная лихорадка» привела к тому, что большинство флотов вступили в войну с совершенно несбалансированным составом. В особенности это относилось к лёгким крейсерам. Самым большим числом кораблей этого класса располагала Британская империя — 36 единиц. Германский флот насчитывал 6 лёгких крейсеров, ВМС США имели также шесть крейсеров, но куда менее удачных. По 3 единицы кораблей этого типа имели Австро-Венгрия, Италия и Япония. Прочие воюющие державы лёгких крейсеров не имели и в течение всей войны были вынуждены обходиться без них.
В годы войны лёгкие крейсера Великобритании и Германии использовались чрезвычайно активно в операциях обоих флотов и несли значительные потери. Существенный урон лёгким крейсерам нанесло и участие в повседневной боевой деятельности, к которой они привлекались очень интенсивно.
Германия в 1914 году пыталась развернуть войну на британских коммуникациях с помощью, прежде всего, крейсеров. В частности, 5 кораблей этого класса входили в состав эскадры адмирала Шпее и ещё 3 действовали самостоятельно — «Эмден», «Карлсруэ» и «Кёнигсберг». Несмотря на надежды германского командования, уже к концу 1914 года британцы сумели их нейтрализовать, хотя и с привлечением огромных сил. Самым современным из числа немецких рейдеров был «Карлсруэ». Благодаря высокой скорости он успешно ускользал от противника, но стал жертвой внутреннего взрыва.
Опыт военных действий показал, что крейсера, вооружённые орудиями такого же калибра, как и эсминцы, по сравнению с ними, являются гораздо более эффективными артиллерийскими платформами. Вместе с тем выявилась ошибка германских адмиралов, уповавших на скорострельность 105-мм орудий. Характерным примером этого стал бой между немецким «Эмденом» и британским «Сиднеем». Германские комендоры первыми добились попаданий и в целом стреляли лучше, но явное превосходство 152-мм артиллерии британцев (бортовой залп «Сиднея» — 295 кг, а «Эмдена» — 72 кг) обеспечило им решительную победу. В дальнейшем все уцелевшие крейсера немцы перевооружили на 150-мм калибр.
Строительством лёгких крейсеров в годы Первой мировой войны занимались, в основном, Великобритания и Германия. Остальные воюющие страны, желавшие получить этот класс кораблей, были вынуждены сосредоточиться на сухопутной войне. Лишь Япония ввела в годы войны 2 единицы типа «Тэнрю» — быстроходные, но очень слабо вооружённые. Впрочем, они должны были использоваться как лидеры эсминцев.
Британцы, не дожидаясь вступления в строй крейсеров типа «Аретьюза», заложили первую серию кораблей серии «C» — 6 крейсеров типа «Кэролайн» (англ. Caroline) — несколько более крупных и лучше вооружённых. Первый из них вошёл в строй в декабре 1914 года. В дальнейшем эволюция британских крейсеров свелась к постепенному повышению размеров, увеличению скорости, а также к усилению вооружения и броневой защиты.

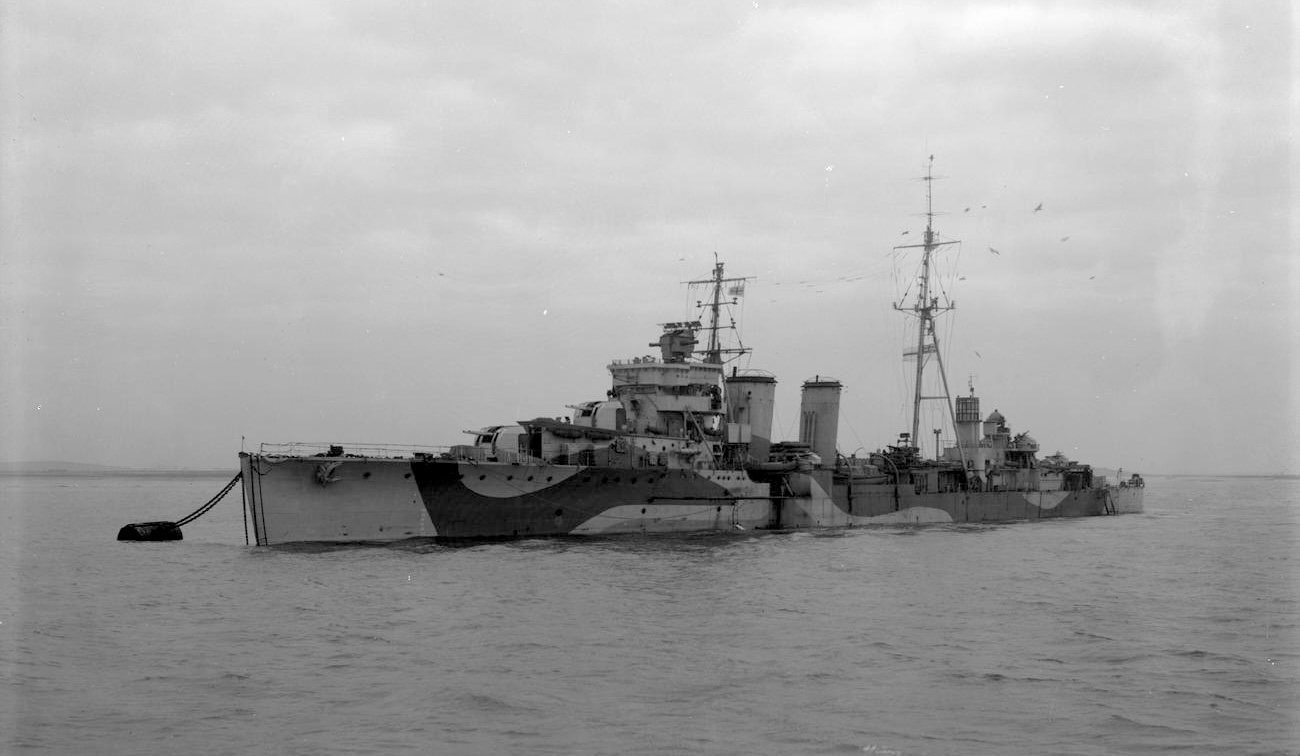
Лёгкий крейсер «Каледон»

В 1915—1916 годах британский флот пополнили 8 крейсеров типа «Каллиопа» (англ. Calliope) причём на последних крейсерах серии разнокалиберное вооружение сменил единый калибр — 152-мм. На них впервые начинает внедряться линейно-возвышенное расположение орудий. Самой крупной серией лёгких крейсеров оказался тип «Каледон» (англ. Caledon) — 14 единиц, вступивших в строй в 1917—1919 годах.

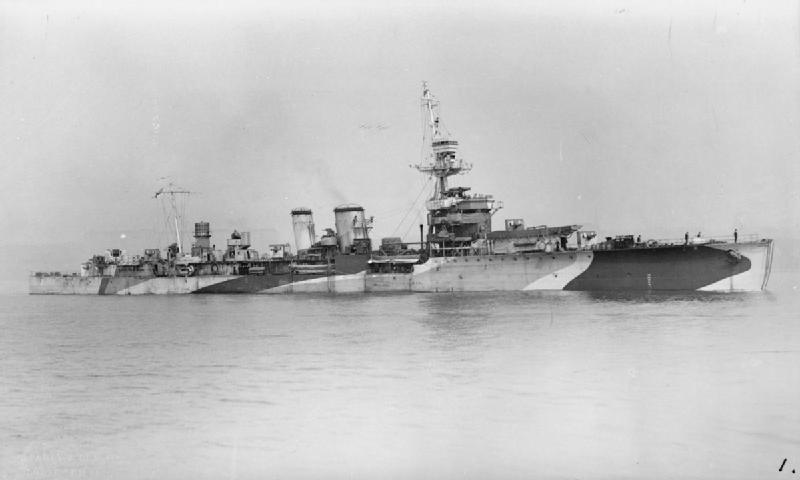
Лёгкий крейсер «Даная»

Наиболее совершенными лёгкими крейсерами военной постройки стали корабли типа «Даная» (англ. Danae) — серия «D». Первые 3 единицы успели попасть в состав флота во время войны, ещё 5 были достроены после неё, 4 крейсера снято со строительства. Повторяя по вооружению «Каледон», они были крупнее и мореходнее. Размерами они вплотную приблизились к «защитникам торговли», строительство которых было во время войны прекращено. И, наконец, в самом конце войны были заложены 2 единицы типа «E» — «Эмеральд» (англ. Emerald) и «Энтерпрайз» (Enterprise) — крейсера, в которых все усилия конструкторов были брошены на увеличение скорости, благодаря удвоению мощности турбин, достигшей 33 узлов, но достроенных лишь в 1926 году.

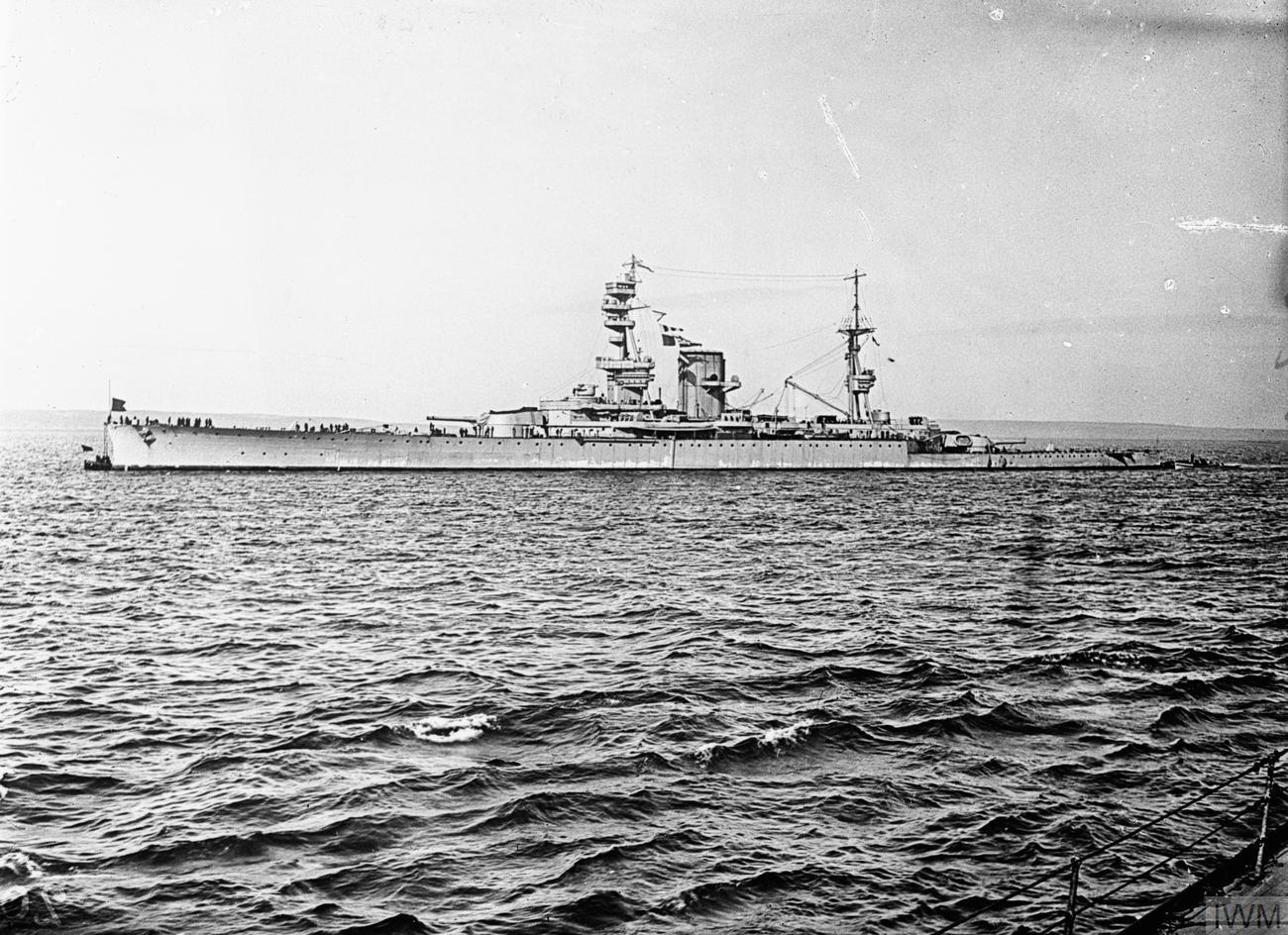
Лёгкий линейный крейсер «Корейджес» (HMS Courageous) около 1916 года

Помимо этого Британское Адмиралтейство поставило весьма своеобразный эксперимент, построив три лёгких линейных крейсера — «Корейджес», «Глориес» и «Фьюриес». По конструкции они были увеличенными в размере лёгкими крейсерами, да и силовая установка была аналогична крейсеру «Чэмпион», но рассчитана на 4 вала и с бо́льшим числом котлов — 18 вместо 8. Позже эти экстравагантные корабли, получившие прозвище «белые слоны адмирала Фишера», были перестроены в авианосцы.
Германский флот времён войны получил заметно меньшее число лёгких крейсеров. Первыми кораблями этого класса, вступившими в строй в военное время, стали 2 единицы типа «Грауденц» (нем. Graudenz) — увеличенным «Магдебургом», но с несколько меньшей скоростью. Их развитием стала пара типа «Висбаден» (нем. Wiesbaden) — первые германские лёгкие крейсера с турбинами оснащёнными гидродинамическим редуктором и изначально вооружённые 150-мм орудиями. Наконец, в 1914—1916 годах в Германии заложили 14 крейсеров типа «Кёнигсберг II» (нем. Königsberg II) и «Кёльн II» (нем. Cöln II) — крупные корабли с сильным вооружением, но его размещение оставалось, в сравнении с британскими кораблями того же класса, устаревшим. Боевые качества этих кораблей были явно лучше крейсерских. До конца войны немцам удалось ввести в строй лишь шесть крейсеров этого типа.
Кроме этих кораблей, Германия построила также два крейсера-минных заградителя типа «Бруммер» (нем. Brummer), слабо вооружённых, но весьма быстроходных. Они были первыми кораблями этого класса, который получил определённое развитие в послевоенные годы.

## Лёгкие крейсера 1920-х годов

### Лёгкие крейсера США

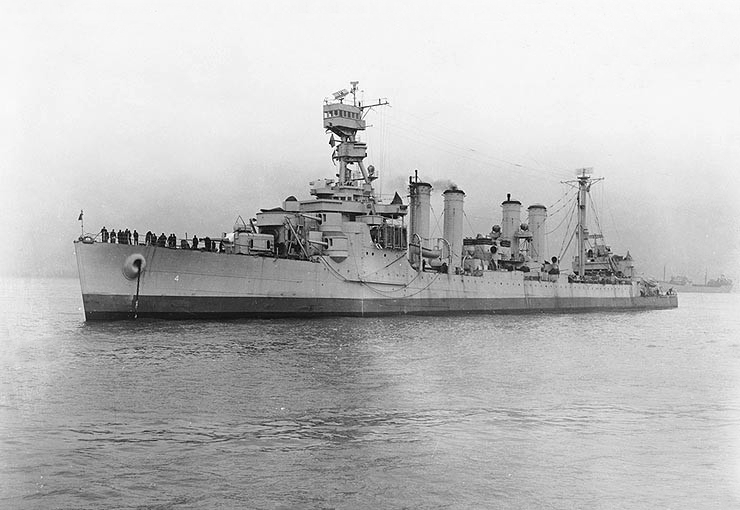
Лёгкий крейсер «Омаха»

К началу Первой мировой войны американский флот не имел ни одного современного лёгкого крейсера. Восполнить эту нехватку была призвана амбициозная кораблестроительная программа 1916 года, включавшая, помимо прочего, строительство крейсеров — океанских разведчиков. В первый раз для американских крейсеров машинная установка была скомпонована по эшелонному принципу. Так как Соединенные Штаты обладали богатыми запасами нефти, нефть была принята в качестве топлива. Ключевым требованием к разработчикам стало достижение максимально возможной скорости. В результате, крейсера типа «Омаха» (англ. Omaha) получились неудачными. Слишком узкие обводы корпуса и его переоблегчённость привели к снижению мореходности, оконечности были, наоборот, перегружены, а размещение артиллерии архаичным. Тем не менее, спешка в условиях военных лет, а затем начавшаяся гонка морских вооружений привели к постройке 10 единиц этого типа. Все они были закончены в период между 1923 и 1925 годами.

### Лёгкие крейсера Германии

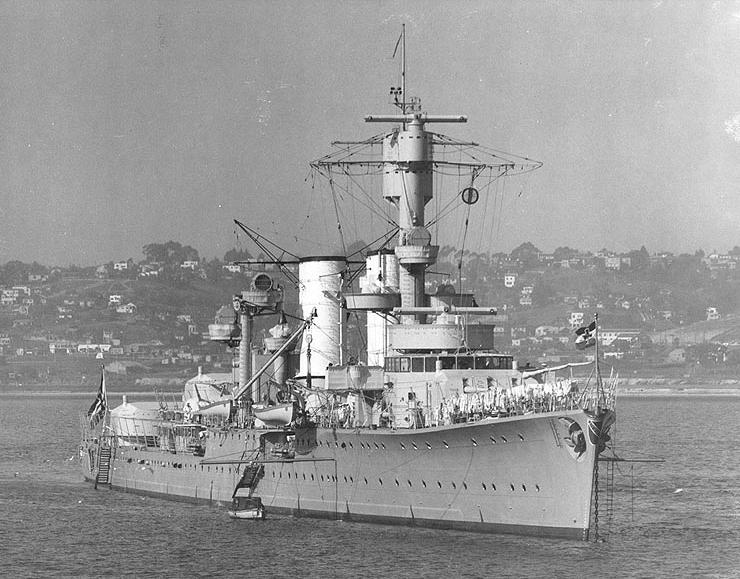
Лёгкий крейсер «Карлсруэ» типа «К»

После окончания Первой мировой войны германский флот был серьёзно скован условиями Версальского договора. В отношении крейсеров он запрещал немцам строительство кораблей водоизмещением более 6000 тонн и с вооружением более 150-мм. Благодаря тому, что в составе германского флота почти все корабли уже выслужили установленный договором 20-летний срок, немцы могли приступить к обновлению своего флота уже в начале 1920-х годов. Первенцем нового немецкого кораблестроения стал крейсер «Эмден» (нем. Emden), почти точная копия кораблей военной постройки. Несмотря на то, что «Эмден», строившийся с большими трудностями, устарел уже в момент вступления в строй, фактически он являлся единственным реально боеспособным кораблём этого класса в ВМС гитлеровской Германии.
Быстрое развитие морских вооружений и стремление германских властей получить пусть небольшой, но современный флот привело к разработке принципиально нового проекта, вошедшего в историю как крейсера типа «К». Основными задачами новых кораблей были разведка при эскадре и самостоятельные рейдерские действия, а основными чертами — мощное вооружение и высокая скорость. Впервые в немецком флоте крейсера получили башенную артиллерию, а их силовая установка впервые в мире стала комбинированной дизель-паротурбинной. Три крейсера этого типа вошли в строй в 1929—1930 годах, но оказались неудачными. Ограничение водоизмещения не позволило дать крейсерам адекватную защиту, дизели крейсерского хода оказались маломощными, но главный недостаток был в другом. Слишком узкий и лёгкий корпус сделал корабли мало мореходными, что сделало невозможным эффективное применение крейсеров в северных морях.
Ещё до достройки крейсеров типа «К» был заложен крейсер «Лейпциг» (нем. Leipzig), который стал развитием проекта «К». У «Лейпцига» было несколько усилено бронирование и значительно улучшена силовая установка за счёт установки более мощных дизелей. Впрочем, обводы корпуса не изменились, и мореходность «Лейпцига» оказалась не лучше, чем у предшественников.

### Лёгкие крейсера Франции

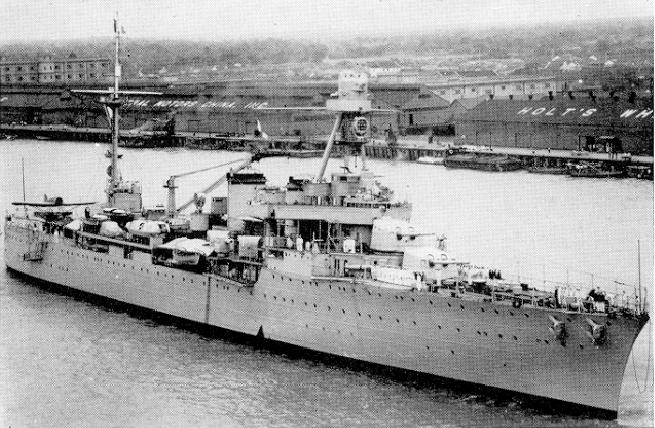
Лёгкий крейсер «Дюгэ Труэн»

После окончания Первой мировой войны крейсерские силы французского флота находились в плохом положении. Достаточно сказать, что самыми новыми в его составе были броненосные крейсера типа «Вальдек-Руссо» (Waldeck-Rousseau) 1911 года, устаревшие ещё в момент постройки. Но и представленный в 1920 году проект нового лёгкого крейсера не блистал высокими характеристиками. Выйти из положения удалось лишь благодаря ознакомлению с полученными по репарациям немецкими крейсерами и документацией на американский крейсер «Омаха».
В 1922—1923 годах были заложены три крейсера типа «Дюгэ Труэн» (Duguay Trouin), вошедшие в строй в 1926 году. Эти корабли стали первыми в мире лёгкими крейсерами с линейно-возвышенным расположением орудийных башен, отличались прекрасной мореходностью. На этом список достоинств заканчивался. Бронирование являлось чисто символическим, а 155-мм орудия характеризовались очень низкой скорострельностью.
Далее французы увлеклись созданием крейсеров-образцов. Сначала в строй вошёл «Плутон» (Pluton), очень слабо вооружённый и не быстроходный, затем французский флот получил специализированный учебный крейсер «Жанна д’Арк» (Jeanne d’Arc) ничтожной боевой ценности.

### Лёгкие крейсера Италии
Первые четыре лёгких крейсера Италии были заложены в 1928 году в ответ на появление у французского флота крупных и хорошо вооружённых лидеров. В течение 1931 года вся четвёрка вступила в строй. В военно-морской литературе этот тип классифицируется как «Альберико да Барбиано», известные также как Condottieri A. В конструкции крейсеров отразились характерные черты итальянской кораблестроительной школы. Основная ставка делалась на скорость, достигавшую на испытаниях 39 узлов и даже более, но в исключительно благоприятных условиях. Платой за это достоинство стала низкая мореходность, непрочность корпуса, крайне слабая броневая защита и совершенно неудовлетворительная артиллерия, дававшая огромный разброс снарядов. Дальнейшая эволюция итальянских лёгких крейсеров первого поколения проходила по пути увеличения размеров и незначительного усиления защиты, побороть же недостатки вооружения итальянские кораблестроители так и не смогли.

### Лёгкие крейсера СССР

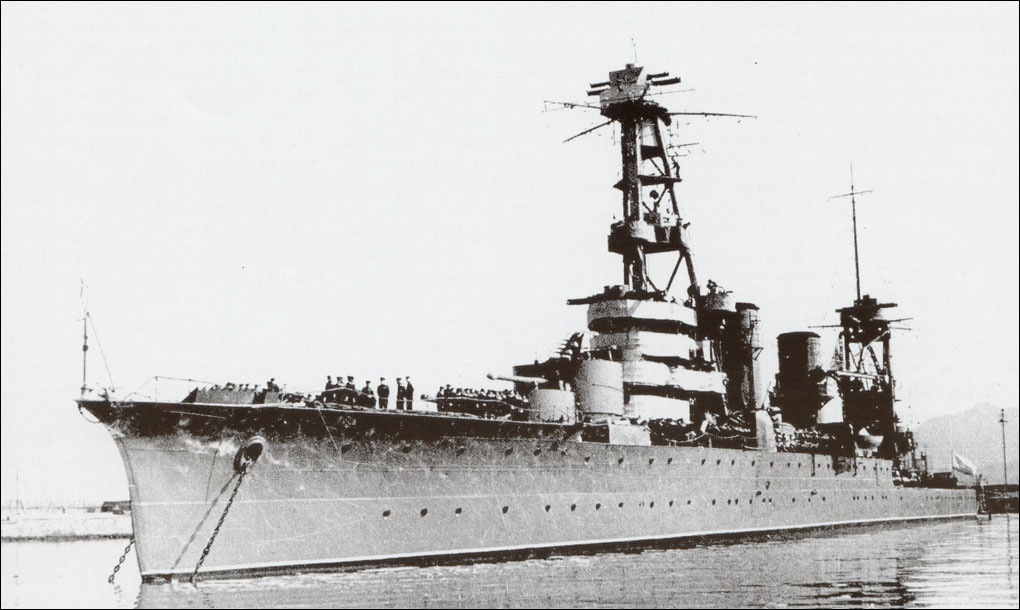
«Красный Кавказ»

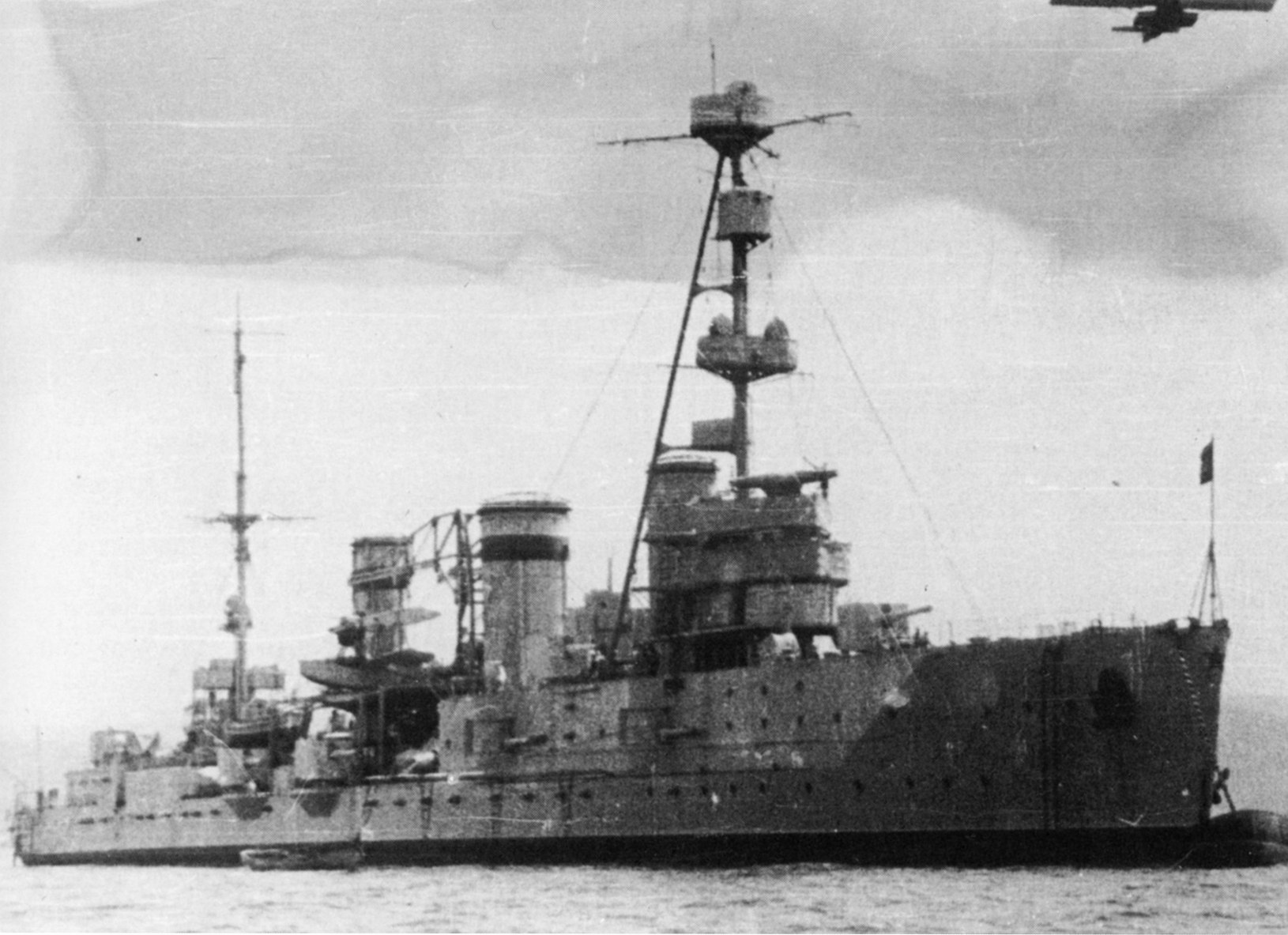
«Червона Украина»

Экономическое положение Советской России в начале 1920-х годов не позволяло вести серьёзные работы в области кораблестроения. Ввиду этого вопрос о строительстве крупных боевых единиц даже не ставился руководством флота. Однако имелось 8 недостроенных крейсеров типа «Светлана», оставшихся от императорского флота, и с улучшением финансовой ситуации удалось достроить два из них по проекту, близкому к первоначальному. В итоге, в течение 1927—1928 годов флот получил крейсера «Червона Украина» (бывший «Адмирал Нахимов») и «Профинтерн» (бывший «Светлана», с 1939 — «Красный Крым»). Однако проект, разработанный в 1912 году, к концу 1920-х успел устареть. Самыми серьёзными недостатками были низкая скорость, слабое бронирование и неудачно размещённая артиллерия, которая имела недостаточный калибр.

«Профинтерн» и «Червона Украина» как крейсера в условиях Чёрного моря никакой ценности не представляли и, по сути, являлись очень большими мореходными канонерскими лодками.
— Платонов А. В. Крейсеры советского флота
Третий крейсер типа «Светлана», «Адмирал Лазарев», вошедший в строй в 1932 году под названием «Красный Кавказ», подвергся основательным изменениям. Главным из них стала полная замена артиллерии главного калибра на 180-мм орудия, разработанные уже в советское время. По дальности стрельбы они не имели равных среди крейсеров мира, но уникальные баллистические характеристики были куплены ценой крайне низкой живучести стволов. В целом, три достроенных крейсера, пополнивших Черноморский флот, существенно уступали новейшим зарубежным кораблям того же класса, но разработка нового проекта в те годы была непосильной для советских конструкторов.

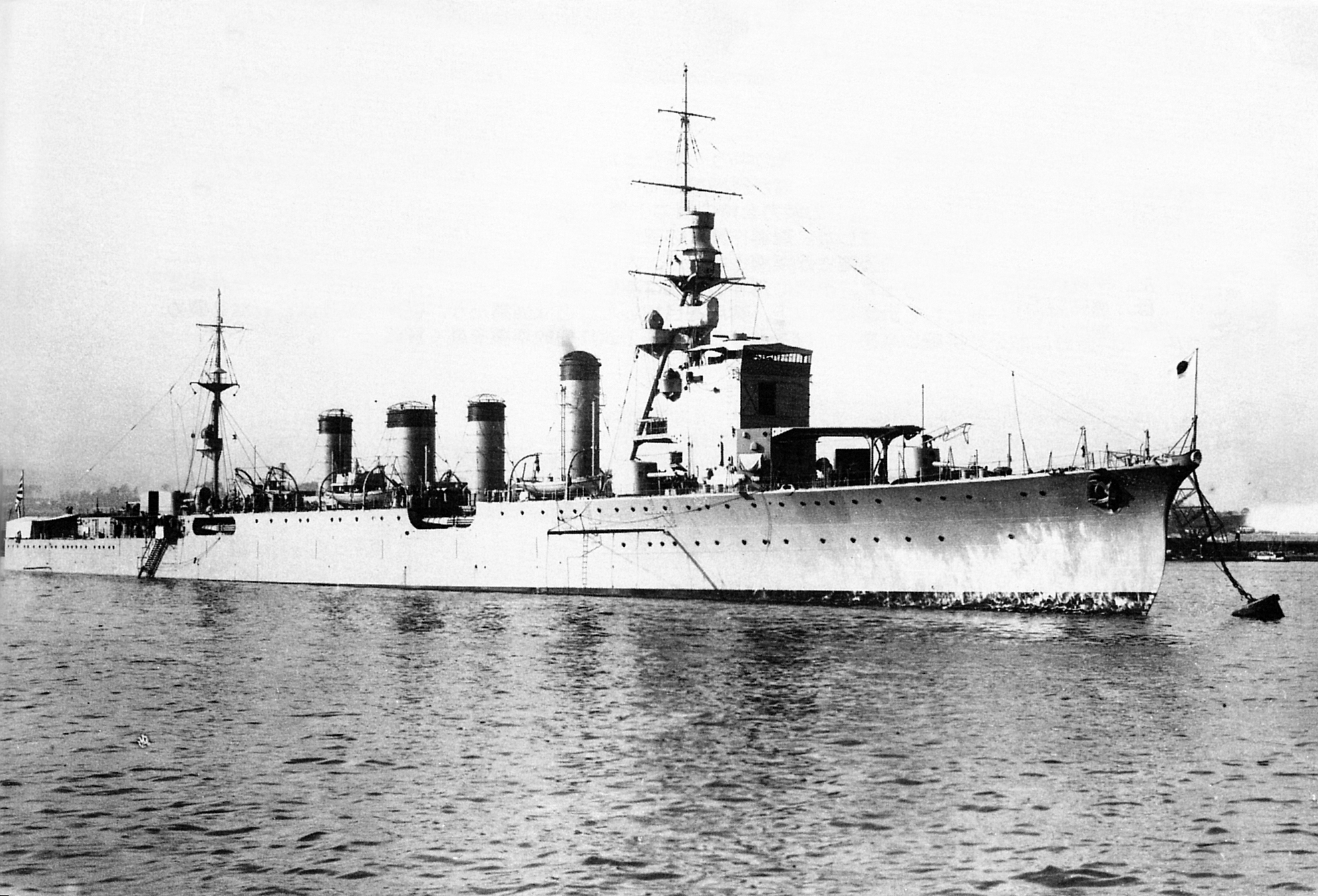
Лёгкий крейсер «Нака» типа «Сендай».

### Лёгкие крейсера Японии
Ещё в ходе Первой мировой войны командованием японского флота было принято решение развивать в классе лёгких крейсеров проект «Тэнрю». Однако, после получения первых сведений о характеристиках закладываемых в США крейсерах типа «Омаха», эти планы были пересмотрены. Тип «Тэнрю», бывший скорее лидером эсминцев, казался на фоне американского проекта слишком слабым. В результате японский флот стали пополнять заметно более крупные боевые единицы.
Первыми в этом ряду стали 5 крейсеров типа «Кума» заложенные в 1918—1919 годах и способные, по мнению японских адмиралов, выполнять как функции лидера, так и задачи эскадренной разведки. Таким образом, был создан специфический японский тип универсального лёгкого крейсера. За пятёркой «Кума» в 1920—1921 годах были заложены 6 крейсеров типа «Нагара». Фактически они представляли слегка усовершенствованный проект «Кума» с новыми 610-мм ТА и бортовым гидросамолётом. Почти сразу начали и новую версию того же проекта — «Сэндай», которых намеревались построить 7 единиц, но Вашингтонский договор 1922 года ограничил их тремя. С конструктивной точки зрения они отличались от предшественников только типом силовой установки. Все эти корабли отличались слабым и неудачно расположенным артиллерийским вооружением и устарели уже к моменту вступления в строй.

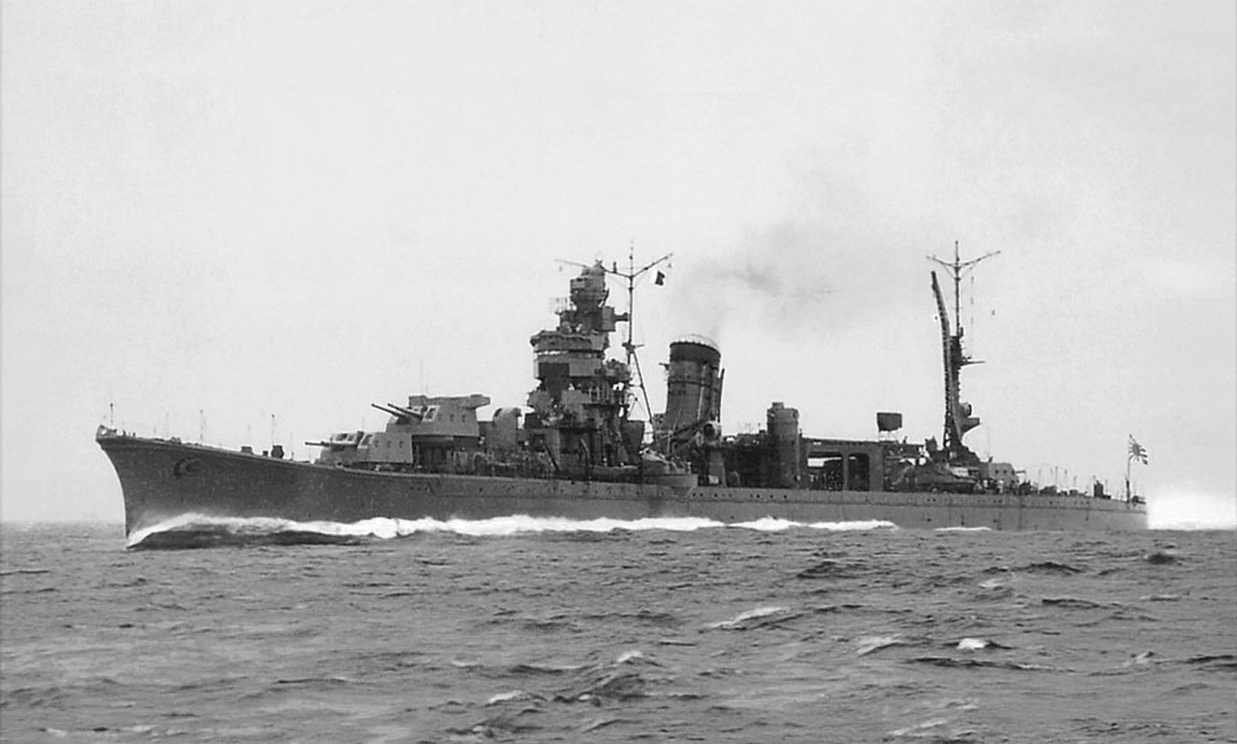
Лёгкий крейсер «Носиро» типа «Агано»

Кроме того, японский флот пополнился и одиночным крейсером «Юбари». Построенный как экспериментальный, он послужил концептуальной основой для японских тяжёлых крейсеров.

### Лёгкие крейсера других стран

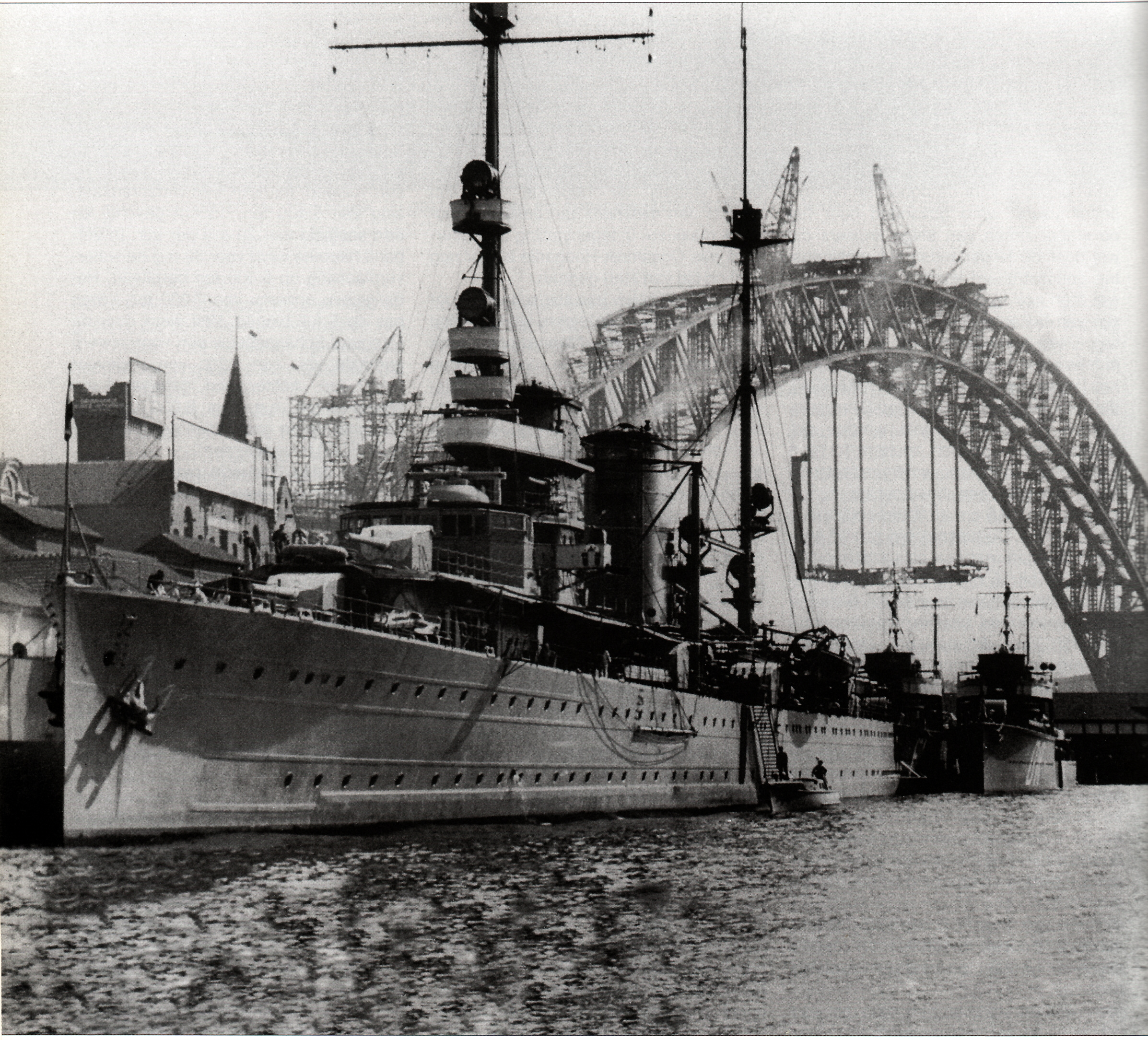
Лёгкий крейсер «Ява»

Получить корабли нового класса хотели и ряд государств, не участвовавших в Первой мировой войне. В 1915 году парламент Нидерландов принял закон о флоте, согласно которому предполагалось построить и два лёгких крейсера для защиты голландских Ост-Индских колоний. Проект, подготовленный фирмой «Крупп», сводился к воспроизведению германских крейсеров в увеличенном виде. Две единицы типа «Ява» были заложены ещё в 1916 году. К несчастью для голландцев, их верфи строили добротно, но очень медленно, и к 1925—1926 годам, когда их крейсера вступили в строй, некогда передовой проект уже успел устареть.
Кроме Нидерландов, в этот период лишь одна второстепенная морская держава пожелала обзавестись лёгкими крейсерами . Ещё в годы Первой мировой войны испанцы заложили одиночный крейсер «Рейна Виктория Эугения», в конструктивном плане повторявший британские корабли типа «Бирмингем». Строительство затянулось, и крейсер вошёл в строй лишь через 8 лет после закладки. Тем не менее, развитие класса лёгких крейсеров в Испании продолжилось, и к 1925 году ВМС этой страны получили пару крейсеров типа «Мендес Нуньес» — местной копии британских крейсеров типа «Каледон». И, наконец, к 1930 году флот пополнился тремя единицами типа «Принсипе Альфонсо», ставших развитием британских крейсеров типа «E». Все эти корабли успели устареть уже к моменту вступления в строй, но приняли активное участие в Гражданской войне.
Военно-морские руководители Польши также мечтали о большом флоте, включавшем и крейсера. Первоначально польский флот желал получить 6 крейсеров, затем умерил свои претензии до двух крейсеров и, наконец, удовлетворился четырьмя эсминцами.

## Стандартизация лёгких крейсеров
Решения Вашингтонской морской конференции 1922 года привели к массовому строительству тяжёлых крейсеров в основных морских державах. Но попытки вместить в водоизмещение, ограниченное 10 000 тонн, максимальное количество вооружения в сочетании с высокой скоростью и дальностью плавания привело к созданию несбалансированных кораблей, чья огневая мощь совершенно не соответствовала их защищённости. К тому же, строительство «вашингтонских» крейсеров оказалось очень дорогостоящим.
Учитывая сложную экономическую ситуацию ведущих держав в конце 1920-х годов, в военно-морских кругах возникло стремление к созданию менее крупного и значительно более дешёвого «универсального» крейсера. Особую активность в этом проявила Великобритания, нуждавшаяся в весьма значительных крейсерских силах для защиты своего судоходства. Кроме того, существовало мнение, что в рамках лимита водоизмещения можно будет создать более сбалансированный корабль с артиллерией не более 6—6,1 дюйма (152—155 мм).
После долгих и трудных переговоров стороны согласились ввести новую классификацию крейсеров. Статья XV Лондонского договора 1930 года определяла крейсер как надводный корабль, иной чем авианосцы и линкоры, имеющий водоизмещение более 1850 тонн или вооружённый артиллерией крупнее 5,1 дюйма (130 мм). В свою очередь, крейсера подразделялись на класс «A» с артиллерией более 155 мм и класс «B» с артиллерией, не превышавшей 155 мм. При этом было введено ограничение по суммарному тоннажу крейсеров типа «B» и составлявшее 143 500 английских тонн (145 796 метрических тонн) для США, 192 200 английских тонн (195 275 метрических тонн) для Британского Содружества и 100 450 английских тонн (102 057 метрических тонны) для Японии.
Договор подписали США, Великобритания с доминионами и Япония. Франция и Италия Лондонский договор не подписывали, но впоследствии достигли двухстороннего соглашения об ограничении морских вооружений. В результате все ранее построенные крейсера с артиллерией не более 155 мм стали числиться в международных соглашениях лёгкими, хотя существовали и национальные классификации.
Следующей страницей в нелёгкой схватке военно-морских дипломатов стал Лондонский морской договор 1936 года. Его подписали лишь США, Великобритания и Франция. Италия и Япония от участия в соглашении уклонились. Согласно этому документу, все крейсера подразделялись на два класса. Класс «A» включал в себя крейсера с артиллерией более 6,1 дюйма (155 мм), более известные как тяжёлые крейсера. Договор запрещал строительство и приобретение таких кораблей до 1942 года.
Класс «B» составили крейсера водоизмещением свыше 3000 тонн, но не более 8000 тонн, с артиллерией, не превышающей 6,1 дюйма (155 мм). Ограничение водоизмещения было предложено Великобританией, нуждавшейся в очень большом количестве крейсеров, которые в силу этого не могли быть слишком дорогими, тогда как Великобритания оценивала свои минимальные потребности в 70 крейсеров.

## Лёгкие крейсера 1930-х годов

### Лёгкие крейсера Великобритании и Британского Содружества

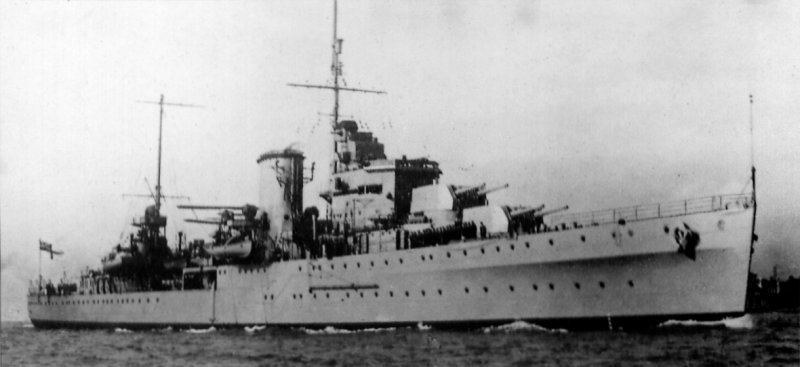
Лёгкий крейсер «Аякс» типа «Линдер»

Долгое время британский флот не нуждался в кораблях этого класса — после Первой мировой в строю оставалось 48 вполне современных по меркам 1920-х годов лёгких крейсеров. К строительству таких крейсеров Великобритания вернулась после 12-летнего перерыва в 1930 году. 8-дюймовые «защитники торговли» оказались чрезвычайно дорогими, а империя нуждалась в огромном количестве крейсеров для защиты своих морских коммуникаций. К тому же, начали выводиться из состава крейсера военной постройки, и проблема стала более чем актуальной.
Первым проектом лёгкого крейсера стал «Линдер» (англ. Leander), всего было построено 5 единиц. Основными требованиями к новым крейсерам стали дальность и мореходность при умеренном водоизмещении, а не мощь вооружения или достижение высокой скорости хода. Наученное горьким опытом с «Хаукинсами», Британское Адмиралтейство не хотело провоцировать другие страны на строительство крупных кораблей. Французские и итальянские крейсера аналогичного размера («Дюгэ-Труэн» и «Кондоттьери» серий A и B) при равенстве в артиллерии главного калибра существенно уступали в бронировании, средствах ПВО, дальности плавания и мореходности. Его развитием были три крейсера австралийского флота, именовавшиеся типом «Сидней» (англ. Sydney).
Одновременно британцы продолжили и линию скаутов, заложив 4 крейсера типа «Аретьюза» (англ. Arethusa) для эскадренной службы. Корабли оказались небольшими и недорогими, но их боевые возможности — скромными. Тем временем из Японии стали приходить настораживающие сообщения о новых лёгких крейсерах.

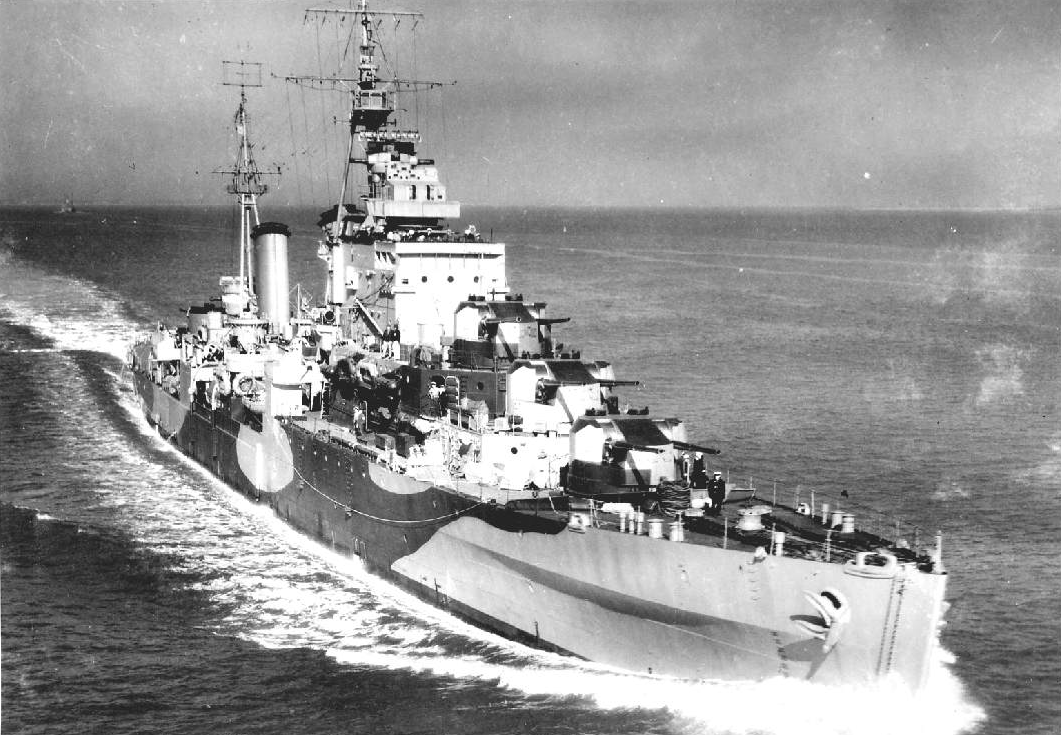
Крейсер «Аргонаут» типа «Дидо»

Когда британские специалисты получили сведения о строительстве в Японии лёгких крейсеров типа «Могами» (Mogami), они не знали о задуманном японцами жульничестве и пришли к выводу о слабости своих лёгких крейсеров. Результатом этого стала закладка пяти крейсеров нового поколения типа «Саутгемптон» (англ. Southampton), а спустя немного времени трёх единиц их улучшенной версии — «Манчестер» (англ. Manchester). Корабли были похожи друг на друга и отличались лишь бронированием. В итоге, в 1937—1938 годах Королевский флот получил 8 отлично вооружённых и бронированных крейсеров. Развитием типа этих удачных кораблей стали два крейсера типа «Белфаст» (англ. Belfast), оказавшиеся наиболее сильно бронированными лёгкими крейсерами в мире, однако слишком дорогими.
Параллельно с развитием мощных крейсеров с 152-мм артиллерией британский флот приступил к строительству небольших боевых единиц для поддержки и противодействия эсминцам и обеспечении ПВО главных сил флота. Ввиду таких требований было принято решение об оснащении новых кораблей 133-мм универсальными орудиями. Начиная с 1937 года было заложено 9 крейсеров типа «Дидо» (англ. Dido), вооружённых 8—10 пушками, а также зенитными автоматами. Эффективность артиллерии по лёгким надводным кораблям признавалась вполне достаточной. Дальности стрельбы вполне хватало для боя с любыми лёгкими кораблями.
Как корабли ПВО они не годились из-за низкой скорострельности универсальных орудий и недостаточных скоростей их наводки.
Кроме того, в развитии британских лёгких крейсеров присутствовала и особая ветвь — минные заградители типа «Эбдиел» (англ. Abdiel). Все четыре корабля отличались нехарактерной для британской кораблестроительной школы ставкой на максимально возможную скорость, что оказалось очень полезным в годы Второй мировой, и отнюдь не для минных постановок.

### Лёгкие крейсера США

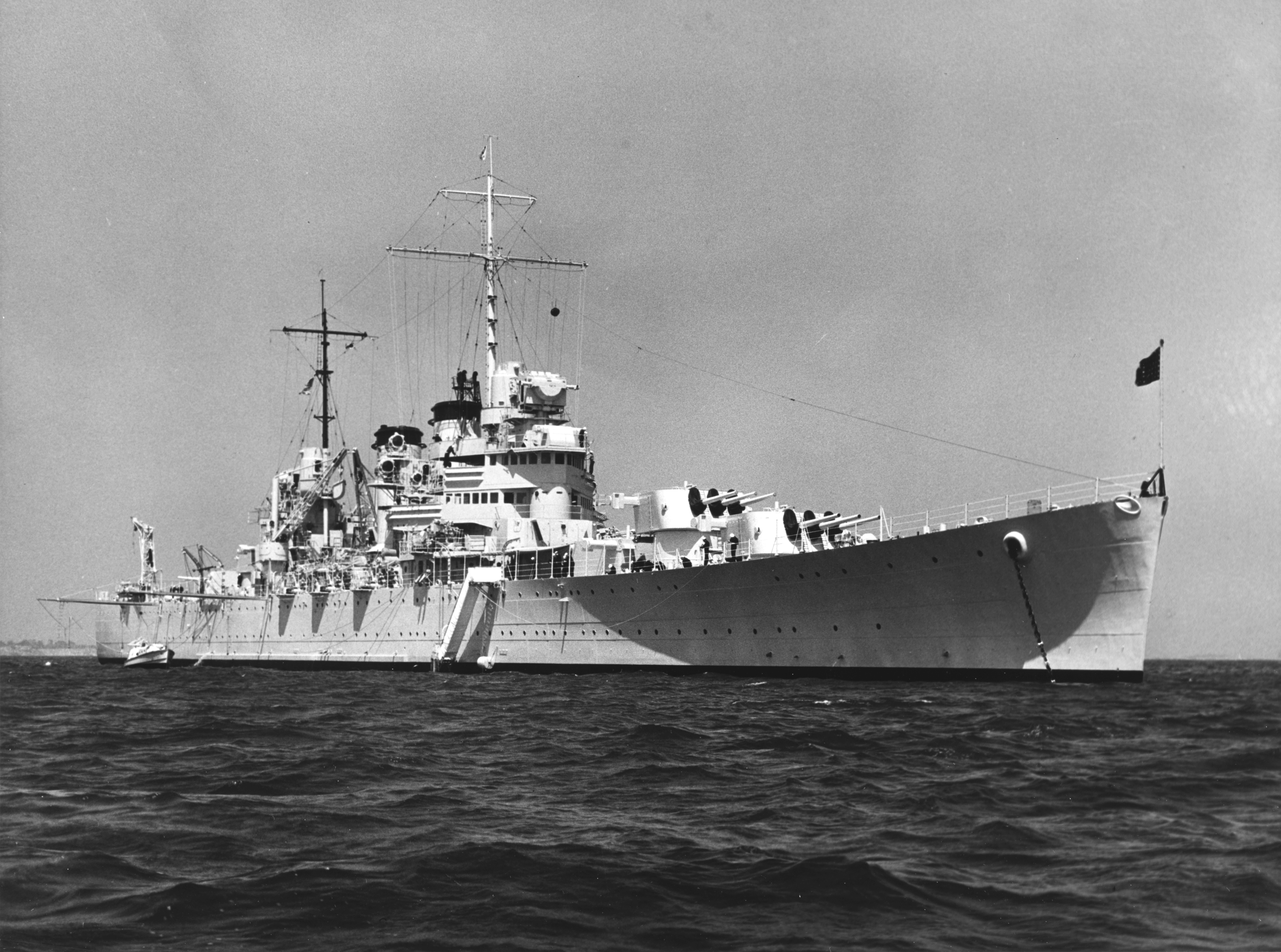
Лёгкий крейсер «Бойс» CL-47, типа «Бруклин»

После постройки в начале 1920-х годов серии лёгких крейсеров «Омаха» США не закладывали новых кораблей этого класса 14 лет. Американские адмиралы считали бессмысленным строить что-то меньшее, чем «вашингтонский» крейсер. Вернуться к лёгким крейсерам вынудил Лондонский договор 1930 года, ограничивший число крейсеров с 203-мм артиллерией. После растянувшегося на три года проектирования был создан проект хорошо бронированного крейсера типа «Бруклин» (англ. Brooklyn). Состав вооружения был сформирован под влиянием известий о закладке японских крейсеров типа «Могами», и в итоге «Бруклины» получили по 15 152-мм орудий в пяти башнях. В течение 1937—1939 годов ВМС США пополнились 9 кораблями этого типа.
Разработка крейсеров «Атланта» (англ. Atlanta) была вынужденной, так как Второй Лондонский договор 1936 года ограничил водоизмещение новых крейсеров 8000 тоннами. Первоначальные планы строительства уменьшенных «Бруклинов» были отвергнуты, и американский флот выбрал проект небольшого крейсера, предназначенный для совместных действий с эсминцами. Вооружение составили 16 127-мм универсальных орудий, на поздних крейсерах их число уменьшили ради установки дополнительных зенитных автоматов. Этот проект получился не слишком удачным — как крейсерам «Атлантам» не хватало огневой мощи и бронирования, как кораблям ПВО — систем управления зенитным огнём. До вступления США во Вторую мировую войну флот успел получить 4 крейсера этого типа.

### Лёгкие крейсера Франции

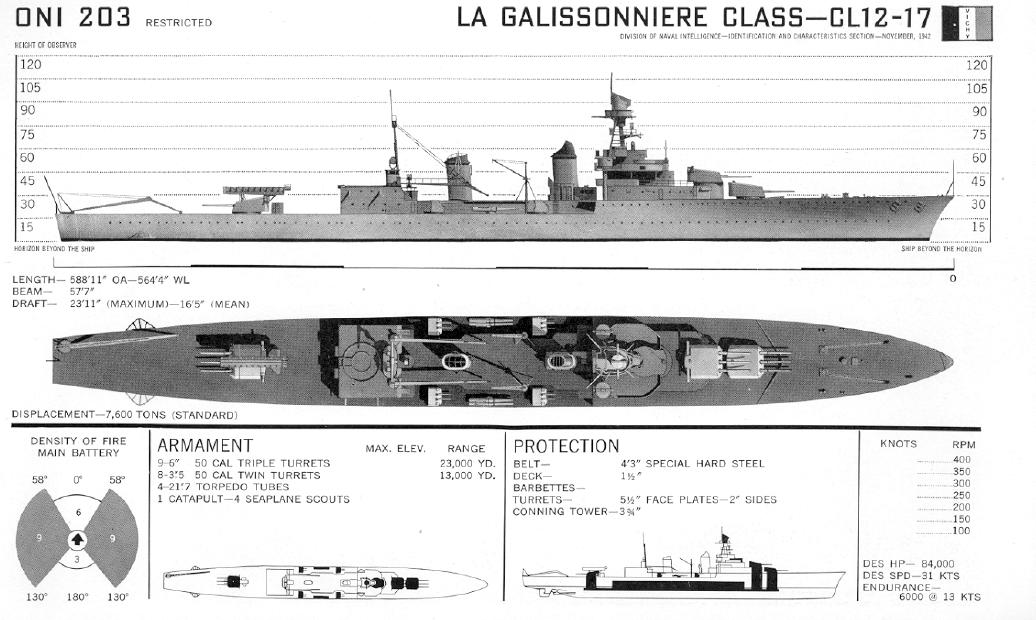
«Ла Галиссоньер»

В начале 1930-х годов французская политика строительства крейсеров-образцов пошла на убыль. Её последним проявлением стал ещё один уникальный корабль — крейсер-минный заградитель «Эмиль Бертин» (Emile Bertin) имевший хорошее вооружение, скорость до 39 узлов, но почти незащищённый.
После строительства оригинальных, но мало боеспособных крейсеров-образцов французский флот наконец перешёл к созданию серий крейсеров. Первыми из них стали 6 кораблей типа «Ла Галиссоньер» (La Galissonniere) вошедших в строй в 1936—1937 годах. По сумме боевых качеств, и особенно по критерию стоимость/эффективность, этот проект считался почти идеальным лёгким крейсером 1930-х годов. Вполне приличное вооружение сочеталось с хорошим бронированием, защищавшим корабль от 150—155-мм снарядов на всех ожидаемых дистанциях. Скорость была высокой, мореходность достойной, а размеры умеренными. Лишь отсутствие зенитных автоматов портило хороший проект.
Развить удачный проект французы попытались в 1939 году, заложив крейсер «Де Грасс» (De Grasse), головной в серии из трёх единиц, но достроить его удалось лишь после Второй мировой войны по радикально изменённому проекту.

### Лёгкие крейсера Италии
Несмотря на недостатки первых лёгких крейсеров, итальянцы продолжали развивать этот проект. В течение 1933—1935 годов были построены ещё 4 крейсера типов «Луиджи Кадорна» (Condottieri B), но их реальные боевые возможности повысились незначительно, и «Раймондо Монтекукколи» (Condottieri C), которые стали первыми полноценными лёгкими крейсерами итальянского королевского флота. Общий вес брони, по сравнению с предшественниками, возрос более чем в 2,5 раза, и крейсера получили хоть и
узкую (порядка 12 кбт, дистанция от 69 до 81 кбт) зону свободного маневрирования под огнём 152-мм орудий.
Получив в 1920-х годах 8 слабозащищённых крейсеров, итальянское командование пришло к выводу о недостаточной боеспособности этих кораблей. Следующая пара «Дюка д’Аоста» (Condottieri D) увеличилась в размерах и получила усиленное бортовое бронирование. Но палубная броня оставалась слабой, и защищённость крейсеров выросла ненамного. Реальная скорость в море оказалась около 34 узлов, зато существенно улучшились мореходность и остойчивость, кроме того на кораблях отсутствовала строительная перегрузка.
В итоге, в 1933 году были заложены два крейсера типа «Джузеппе Гарибальди» (Condottieri E), ставшие наиболее совершенными лёгкими крейсерами итальянского флота. Резко усилившееся бронирование позволило защитить крейсер от 152-мм снарядов, а на некоторых дистанциях и от 203-мм снарядов. Было увеличено число орудий главного калибра и одновременно улучшилось их размещение в башнях. Мореходность также изменилась в лучшую сторону. По боевым качествам новые крейсера почти не уступали бы аналогам из других стран, если бы не недостатки итальянских боеприпасов, дававшие слишком большой разброс снарядов. Довольное успехом итальянское морское руководство заказало ещё 6 усовершенствованных крейсеров этого типа, но в связи с вступлением Италии в войну ни один из них не закладывался.
Кроме планомерного строительства серий «Кондотьери», итальянские адмиралы реанимировали идею крейсера-скаута. В 1939—1940 годах была заложена серия из 12 единиц типа «Капитани Романи» (Capitani Romani), представлявших собой возврат к идеям ранних «Кондотьери» — минимальные размеры и высокая скорость при символической защите. Строительство проходило в условиях войны, поэтому в строй вступили только 3 крейсера этого типа.

### Лёгкие крейсера СССР
Проектирование новых крейсеров отечественного флота началось в 1932 году при активном участии итальянской фирмы «Ансальдо» (Ansaldo). Итальянцы, в частности, предоставили теоретический чертёж «Кондотьери D» и изготовили силовую установку для головного корабля. Согласно первоначальному проекту 26 было построено два крейсера — «Киров» и «Ворошилов», оставшиеся 4 достраивались по откорректированному проекту 26-бис. В их число вошли «Максим Горький», «Молотов», «Калинин», «Каганович».

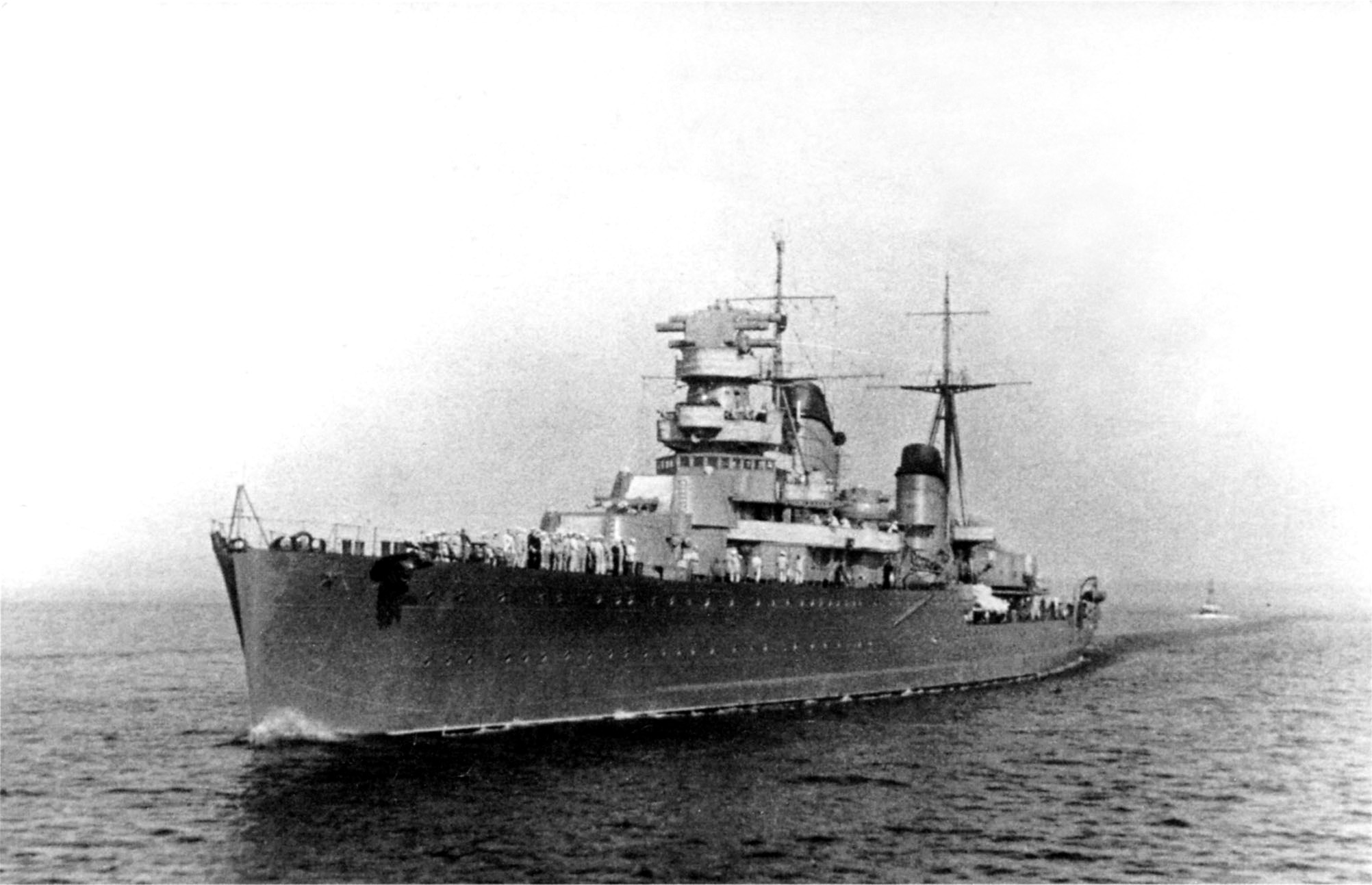
Крейсер «Максим Горький», проект 26-бис

По советской классификации они относились к лёгкими крейсерами, при этом по классификации второго Лондонского договора, считались тяжёлыми ввиду 180-мм главного калибра. Зенитное вооружение оказалось недостаточным, впрочем, как и на всех без исключения крупных кораблях довоенной постройки, но было существенно усилено в ходе Второй мировой войны.
Несбалансированность «Кирова»/«Максима Горького» привела к разработке крейсера проекта 68. Определённое влияние на новые крейсера оказало также англо-советское соглашение 1937 года об ограничении морских вооружений. Крейсера проекта 68 оснащались 152-мм артиллерией, имели улучшенное зенитное вооружение и бронирование, а также большую дальность плавания, но из 7 кораблей этого типа до войны не удалось достроить ни одного. В строй 5 из них вступили лишь в 1950 году по изменённому проекту 68К.

### Лёгкие крейсера Германии

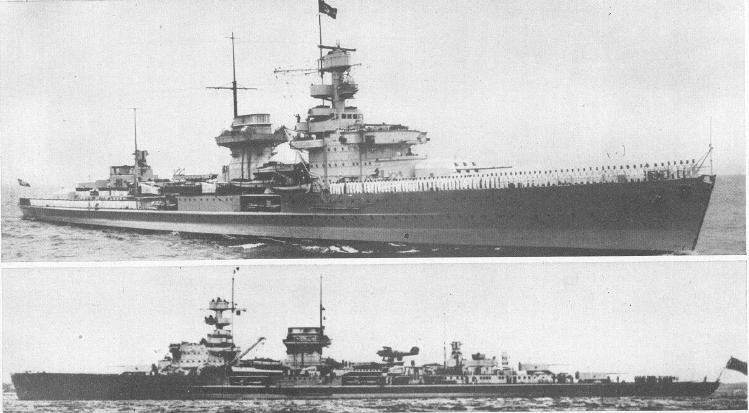
Лёгкий крейсер «Нюрнберг»

После заказа «Лейпцига» германский флот не строил лёгких крейсеров в течение 5 лет. К моменту прихода к власти А. Гитлера конструкторы были заняты разработкой престижных тяжёлых крейсеров — будущих кораблей типа «Адмирал Хиппер», и созданию нового проекта лёгкого крейсера уделялось недостаточное внимание. В результате, флот заказал шестой лёгкий крейсер в виде слегка улучшенного варианта «Лейпцига». Итог этих усилий вышел плачевным — фактически «Нюрнберг» (нем. Nürnberg) оказался ухудшенным крейсером, так как из-за перегрузки имел наименьшую мореходность из всех крупных кораблей кригсмарине.
Дальнейшие усилия в этом направлении концентрировались на разработке проекта «M». В нём проектировщики попытались устранить основные недостатки предшествующих крейсеров, но никакими серьёзными преимуществами перед потенциальными противниками он не обладал. Начавшаяся война положила конец планам нового строительства, и кригсмарине вступили в бой с совершенно неудовлетворительными лёгкими крейсерами.

### Лёгкие крейсера Японии
К строительству лёгких крейсеров нового поколения японцы приступили лишь перед началом Второй мировой. В 1940 году было начато строительство серии крейсеров типа «Агано», предназначенных для разведки и лидирования эсминцев. В соответствии с этими задачами крейсера получили относительно слабое артиллерийское вооружение и ограниченное бронирование, но развивали высокую скорость. В 1942—1944 годах японский флот получил 4 корабля этого типа.
Кроме того, японский флот пытался развить и два узкоспециализированных типа крейсеров. Так, крейсера типа «Оёдо» должны были играть роль флагманов соединений разведывательных ПЛ. Артиллерийское вооружение сосредотачивалось в носовой части, а в корме помещалось авиационное, включавшее 6 гидросамолётов. Планировалось построить 2 крейсера типа «Оёдо», но фактически был заложен лишь головной, вошедший в строй в 1943 году.
Также были заложены 4 учебных крейсера типа «Катори», три из которых были получены флотом в 1940—1941 годах. Четвёртый корабль не достраивался в связи с началом войны. Имевшие более чем скромные характеристики, эти корабли были лишь ограниченно боеспособными.

### Лёгкие крейсера других стран

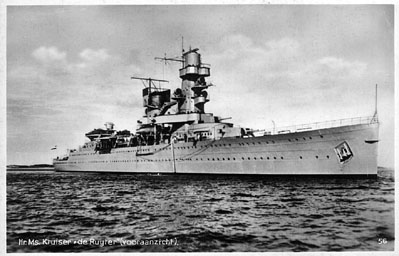
Лёгкий крейсер «Де Рёйтер»

1930-е годы характерны снижением интереса морских держав третьего эшелона к строительству крейсеров. Лишь 3 страны позволили себе обзавестись единичными кораблями этого класса. Наибольший интерес к крейсерам из числа этих стран выказывали Нидерланды, которым приходилось готовиться к возможному нападению Японии на голландские владения в Юго-Восточной Азии. Вместе с тем, кораблестроительные программы сдерживало стремление правительства страны к максимальной экономии.
После затяжных дебатов, в 1933 году был заложен «экономичный» крейсер «Де Рёйтер» (De Ruyter), существенно уступавший зарубежным аналогам. Несколько скрашивали ситуацию эффективные зенитные автоматы «Бофорс-Хаземайер» (Bofors-Hazemeyer), впрочем, неудачно расположенные. В дальнейшем голландцы увлеклись созданием лёгких крейсеров минимального водоизмещения, предназначенных для лидирования эсминцев, заложив пару кораблей типа «Тромп» (Tromp), но до начала военных действий ввели в строй только один из них.

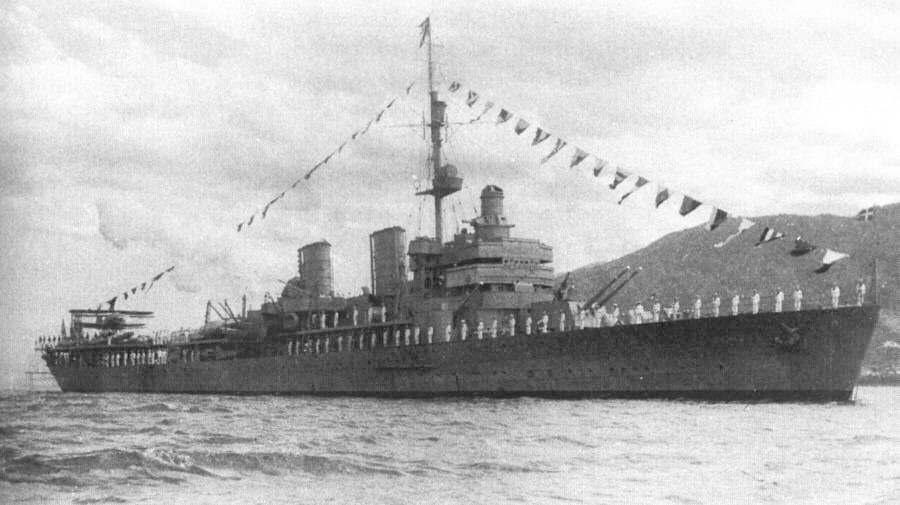
Лёгкий крейсер «Готланд»

Потерпев неудачу с дешёвыми кораблями, голландцы вернулись к идее полноценных крейсеров и в 1939 году заложили две единицы типа «Эндрахт» (Eendracht). Увеличенное водоизмещение позволило установить полноценное вооружение из 10 152-мм орудий. Вторжение немецких войск в мае 1940 года застало оба корабля на стапелях.
Шведский флот получил в 1934 году совершенно оригинальный крейсер-авиатранспорт «Готланд» (Gotland). Скромно вооружённый корабль нёс 8 гидросамолётов. Идея оказалась малоудачной — самолёты быстро устарели, и к 1940-м годам корабль обходился без авиационного вооружения.
Наконец, в 1939 году аргентинский флот обзавёлся крейсером «Ла Архентина» (La Argentina), построенным в Великобритании и совмещавшим функции боевого и учебного корабля. Характеристики единственного лёгкого крейсера Аргентины были весьма скромными, но, как обычно бывало в Латинской Америке, корабль прожил долгую жизнь и был списан лишь в 1974 году.
Китай в 1930-е годы получил два лёгких крейсера минимального для этого класса кораблей тоннажа (2500 т) — «Нин-Хай» и «Пин-Хай», — созданные по японскому проекту (один корабль строился в Японии, другой — в Китае под наблюдением японских специалистов). Корабли несли достаточно мощное артиллерийское вооружение — шесть 140-миллиметровых орудий в двухорудийных башнях, а «Нин-Хай» был даже оснащён гидросамолётом. В то же время специфической чертой этих крейсеров была их архаичная двигательная установка — паровая машина вместо турбин, к тому же часть котлов питалась углём. Скорость «Нин-Хая» и «Пин-Хая» не превышала 23 узлов. Фактически, китайские крейсера были ближе к большим канонеркам или шлюпам. Они были потоплены японской палубной авиацией в сентябре 1937 года, в самом начале японо-китайской войны. Впоследствии были подняты японцами, перевооружены как эскортные корабли и вновь потоплены осенью 1944 года уже американцами. В 1930-е годы Китай также вёл переговоры с Германией о покупке лёгкого крейсера «Эмден», которые не увенчались успехом.
Попытку иметь собственные крейсера предпринял даже Таиланд (до 24 июня 1939 года — Сиам). В 1938 году сиамский флот заказал два крейсера типа «Таксин». Ввиду отсутствия соответствующей индустрии, проектирование и строительство этих кораблей было поручено итальянской компании CRDA, что и привело к неприятному для заказчика финалу. В августе 1942 года недостроенные крейсера были конфискованы итальянским правительством. С конструктивной точки зрения таиландские крейсера должны были стать уменьшенным подобием итальянских лёгких крейсеров.

## Лёгкие крейсера во Второй мировой войне

### Лёгкие крейсера в бою
Перед вступлением в войну основные державы — участники конфликта имели в составе своих флотов следующее количество лёгких крейсеров: Великобритания — 47, США — 19, Франция — 12, Германия — 6, Италия — 13, Япония — 20, Нидерланды — 4 и СССР — 7 лёгких крейсеров.
Будучи в большинстве флотов сравнительно многочисленными и дешёвыми боевыми единицами, лёгкие крейсера приняли самое активное участие в борьбе на море. Практически ни одна операция ведущих флотов не обходилась без лёгких крейсеров. Вместе с тем, в использовании кораблей этого класса имелись и национальные особенности.
Лёгкие крейсера стран Оси
Лёгкие крейсера стран Оси не сыграли значительной роли в боевых действиях. Особенно неудачно выступили немецкие корабли. Уже первые операции показали крайне низкую мореходность лёгких крейсеров Кригсмарине (за исключением «Эмдена») и командование было вынуждено перевести их на Балтику, где они без особых успехов действовали до конца войны.

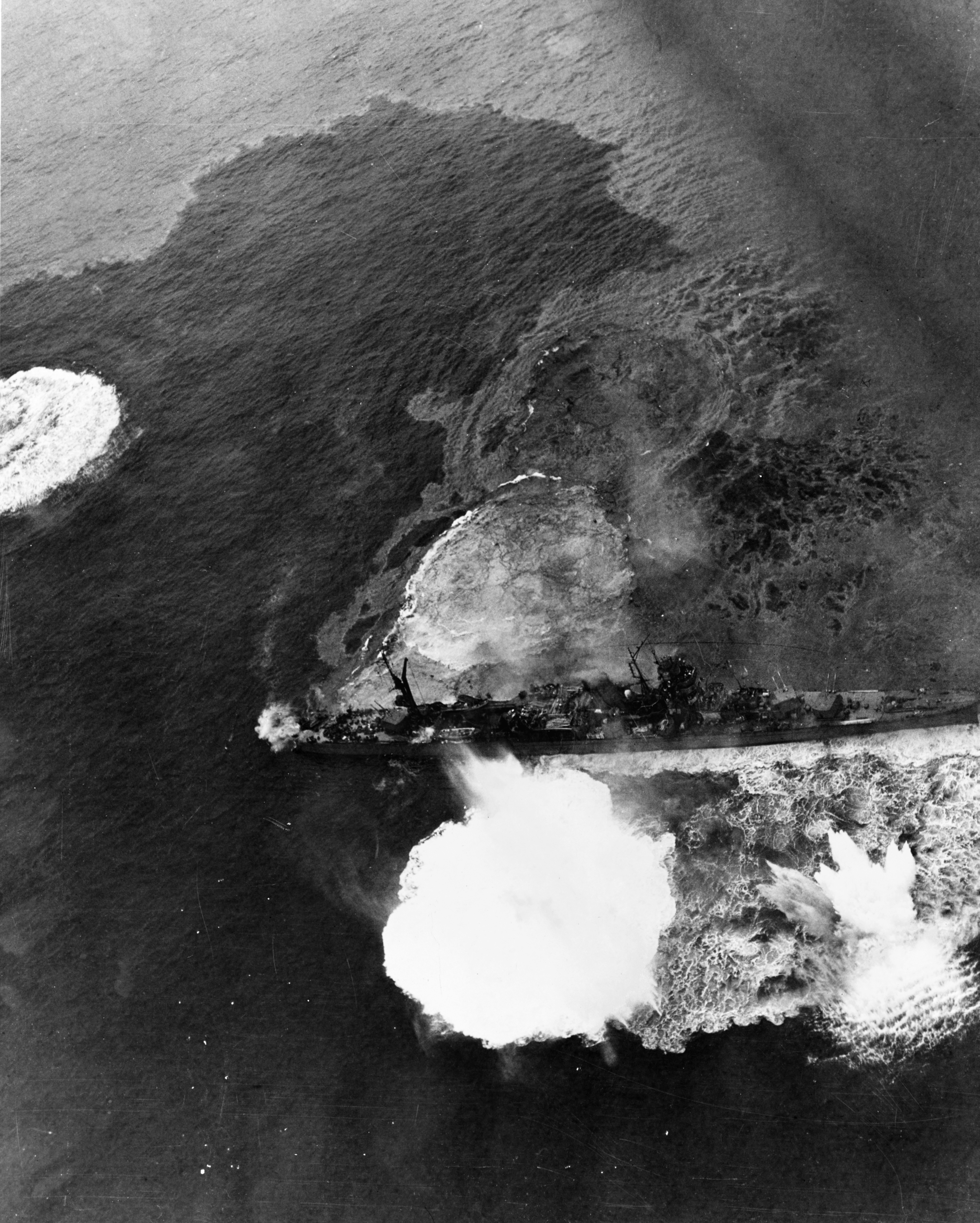
Последний бой крейсера «Яхаги» типа «Агано». 7 апреля 1945 г.

Итальянские лёгкие крейсера также не порадовали своих создателей. Почти сразу выявилась ошибочность ставки итальянцев на высокую скорость. Фактически итальянским рекордсменам ни разу не удалось уйти от формально менее скоростного противника. В боевом отношении итальянские корабли также оказались слабыми — броневая защита была явно недостаточной, а артиллерия — несовершенной. В итоге, после первых поражений итальянские крейсера действовали крайне осторожно, но даже в этих случаях несли потери, причём опасными для них оказались и британские эсминцы.
Японские лёгкие крейсера действовали более успешно. Они хорошо выполняли свою основную функцию — лидирование эскадр эсминцев, приняв в этой роли участие в ряде сражений. В то же время, общая устарелость большинства японских лёгких крейсеров не позволяла им рассчитывать на успех в открытом бою с однотипными американскими кораблями. Однако, действуя в составе соединений с более крупными кораблями, японские лёгкие крейсера могли рассчитывать на успех — так, в ходе боя у острова Саво лёгкий крейсер «Тэнрю» предположительно добился попаданий одной или двух торпед в американский тяжёлый крейсер «Куинси», а крейсер «Юбари» поразил торпедой тяжёлый крейсер «Винсеннс» и артиллерийским огнём — эсминец «Ральф Тэлбот». Часто японские лёгкие крейсера применялись для эскортирования отрядов десантных кораблей и транспортов. Основные потери японские корабли этого класса понесли от атак подводных лодок и авиации.
Лёгкие крейсера союзников

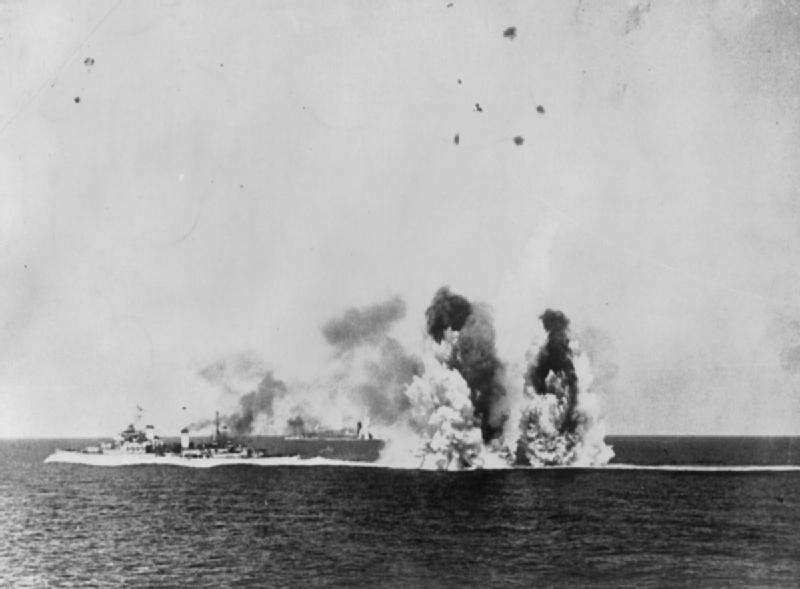
Лёгкий крейсер «Кения» типа «Фиджи» под атакой немецкой авиации в ходе операции «Пьедестал». 12 августа 1942 г.

Лёгкие крейсера Великобритании, в принципе, показали себя хорошо. Действуя на всех театрах, они, как правило, успешно сражались даже с более сильным противником. Более того, эти корабли доказали, что в определённых обстоятельствах могут быть опасны даже для кораблей формально более мощного класса. По мнению ряда авторов, британские корабли типа «Фиджи» могут считаться идеальным лёгким крейсером Второй мировой по критерию «стоимость/эффективность». Основные потери в ходе войны британские корабли этого класса понесли от действий авиации.
Лёгкие крейсера ВМС США также проявили себя достойным образом.

Дневные артиллерийские бои уступающий в силах противник вести не желал. Яванское море и Командорские острова ясно показали, что лёгкий крейсер днём не в состоянии дать отпор тяжёлому. Англичане на Средиземном море поняли это гораздо раньше и таких боёв просто не принимали. Зато ночью ситуация оказывалась диаметрально противоположной. На первый план выходила не мощь орудий или дальнобойность, а огневая производительность. И здесь новейший лёгкий крейсер с 12—15 орудиями 152 мм оказывался явно сильнее тяжёлого. Бой у мыса Эсперанс, бой в заливе Императрицы Августы, Новогодний бой очень показательны в этом смысле.
— А. Больных. Американские крейсера Второй мировой войны. Заключение.
Особенно отличились эти корабли в боях за остров Гуадалканал. Крейсера США военной постройки вступили в строй в момент, когда крупные бои артиллерийских кораблей на тихоокеанском театре почти прекратились, но зато хорошо проявили себя как крейсера ПВО, в особенности корабли типа «Кливленд».
Советские лёгкие крейсера в ходе войны использовались отнюдь не в том ключе, какой предполагался при их строительстве. Крейсера Балтийского флота практически всю войну провели в качестве плавучих батарей, поддерживавших защитников Ленинграда. Черноморские крейсера активно применялись для решения самых разнообразных задач, включая даже непосредственную высадку десантов. Основной угрозой для них стала немецкая авиация, и с 1943 года крупные корабли Черноморского флота не участвовали в боевых операциях, опасаясь потерь. Тем не менее, из имевшихся на флоте 9 крейсеров погиб лишь один, хотя другие получили серьёзные повреждения. Таким образом,

…истинными универсалами оказались крейсера с многочисленными 152-мм орудиями, однако эпоха артиллерийских крейсеров близилась к завершению.
— 

### Лёгкие крейсера в кораблестроительных программах Второй мировой
Массовое строительство крейсеров в годы Второй мировой войны смогли позволить себе только США и Великобритания. Незначительное количество кораблей этого класса были также построены в Италии, СССР и Японии.
Ещё до вступления США в войну на американских верфях были размещены заказы на 30 лёгких крейсеров типа «Кливленд» (англ. Cleveland). После 7 декабря 1941 года были выданы новые заказы. В конечном счёте предполагалось построить 52 таких корабля, являвшихся модифицированной версией крейсеров типа «Бруклин». Хотя реально было построено лишь 29 крейсеров, «Кливленды» стали самой большой крейсерской серией в истории. Ещё 9 кораблей были достроены как лёгкие авианосцы типа «Индепенденс».
Дальнейшим развитием этого проекта стали лёгкие крейсера типа «Фарго» (англ. Fargo), представлявшие собой вариацию «Кливленда» с одной дымовой трубой и изменёнными надстройками — это было сделано для улучшения диаграмм обстрела зенитной артиллерии. В 1943—1944 годах заказали 9 крейсеров проекта, но в связи с окончанием войны достроили лишь 2.

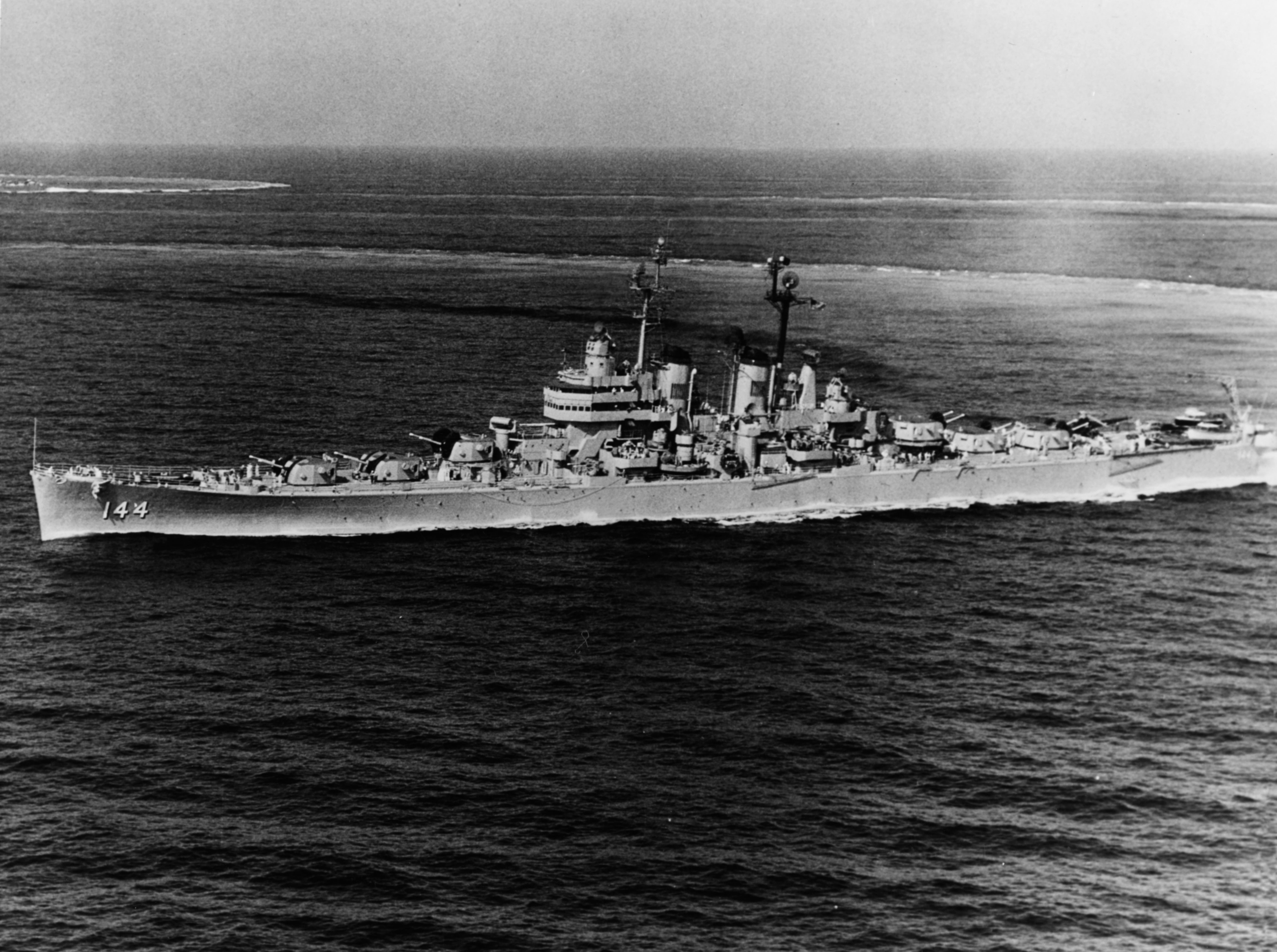
Лёгкий крейсер «Вустер».

Продолжалась также постройка лёгких крейсеров типа «Атланта». В 1942—1946 годах американский флот получил семь таких кораблей, разделённых на 2-ю и 3-ю серии, причём последние имели значительные отличия от прототипа.
И наконец, в 1945 году были заказаны четыре крейсера типа «Вустер» (англ. Worcester), но заложить сумели лишь два, вступивших в строй после войны. Изюминкой этих оригинальных кораблей была батарея универсальных 152-мм орудий главного калибра, предназначенных для борьбы с высотными бомбардировщиками. Артиллерия получилась неудачной и проект не имел продолжения.
Великобритания продолжила строительство крейсерских серий, заложенных ещё до войны. С 1940 года начали вступать в строй крейсера типа «Фиджи» (англ. Fiji — Colony 1-й серии), представлявшие собой уменьшенный вариант крейсеров типа «Саутгемптон». В 1940—1942 годах Королевский флот получил 8 крейсеров этого типа. Тем не менее, большие потери в первые годы войны вызвали новую потребность в крейсерах, поэтому были заложены ещё три крейсера типа «Уганда» (англ. Uganda — Colony 2-й серии). Артиллерия главного калибра на них была сокращена, и за счёт этого увеличено количество зенитных автоматов.

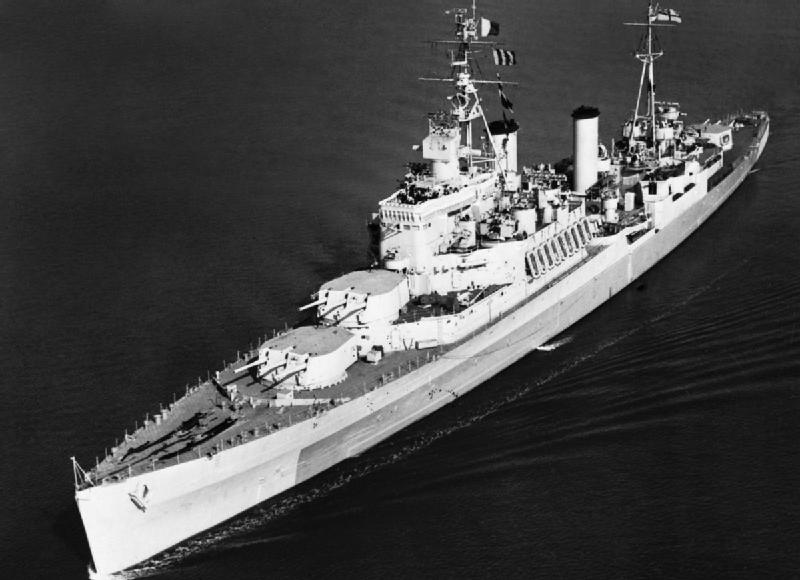
Лёгкий крейсер «Уганда»

Кроме того, продолжилось развитие крейсеров типа «Улучшенный Дидо» — в усовершенствованном варианте. В 1942—1944 годах в строй вступило пять крейсеров этого типа. Количество универсальных орудий на них было уменьшено, изменения в системах управления зенитным огнём позволили повысить его эффективность.
СССР в силу обстоятельств не мог позволить себе масштабного строительства крупных кораблей. С началом войны была заморожена, в частности, постройка лёгких крейсеров проекта 68. Лишь на Дальнем Востоке удалось достроить заложенные ещё до войны два лёгких крейсера проекта 26-бис.
Итальянцы в ходе войны смогли достроить лишь три из 12 заложенных крейсеров типа «Капитани Романи» и сделали неудачную попытку перестроить конфискованные на верфи таиландские корабли в крейсера ПВО типа «Этна» (Etna). Немецкие кораблестроители ограничились лишь разработкой нескольких проектов кораблей этого класса, до закладки дело не дошло. Японцы достроили четыре лёгких крейсера, заложенных ещё до войны.
Из нейтральных стран строительство крейсеров в этот период вела только Швеция. По заданию шведов итальянская фирма CDRA спроектировала крейсер на основе своего же проекта для сиамского флота. Две единицы типа «Тре Крунур» (Tre Cronor) были заложены в 1943 году, но строительство велось неспешно и было завершено уже после войны.

## Лёгкие крейсера в послевоенный период

### Послевоенные программы по строительству лёгких крейсеров
В послевоенный период строительство новых лёгких крейсеров в западных странах было весьма ограниченным. США и Великобритания и без этого обладали огромными флотами, намного превосходящими любого возможного противника. В частности, американский ВМФ насчитывал 59 лёгких крейсеров, британский — 50. Кроме того, большое влияние на развитие флотов оказывала неопределённость, связанная с появлением новых средств борьбы — ядерного оружия и управляемых ракет.
США в послевоенный период ограничились достройкой крейсеров, находившихся в высокой степени боевой готовности. Были введены в строй 3 лёгких крейсера типа «Атланта» (в 1949 году переклассифицированы в крейсера ПВО), один типа «Кливленд», два типа «Фарго» и два типа «Вустер». Одновременно была прекращена постройка 23 крейсеров, а значительная часть оставшихся выведена в резерв. Шесть крейсеров типа «Бруклин» были проданы латиноамериканским странам.

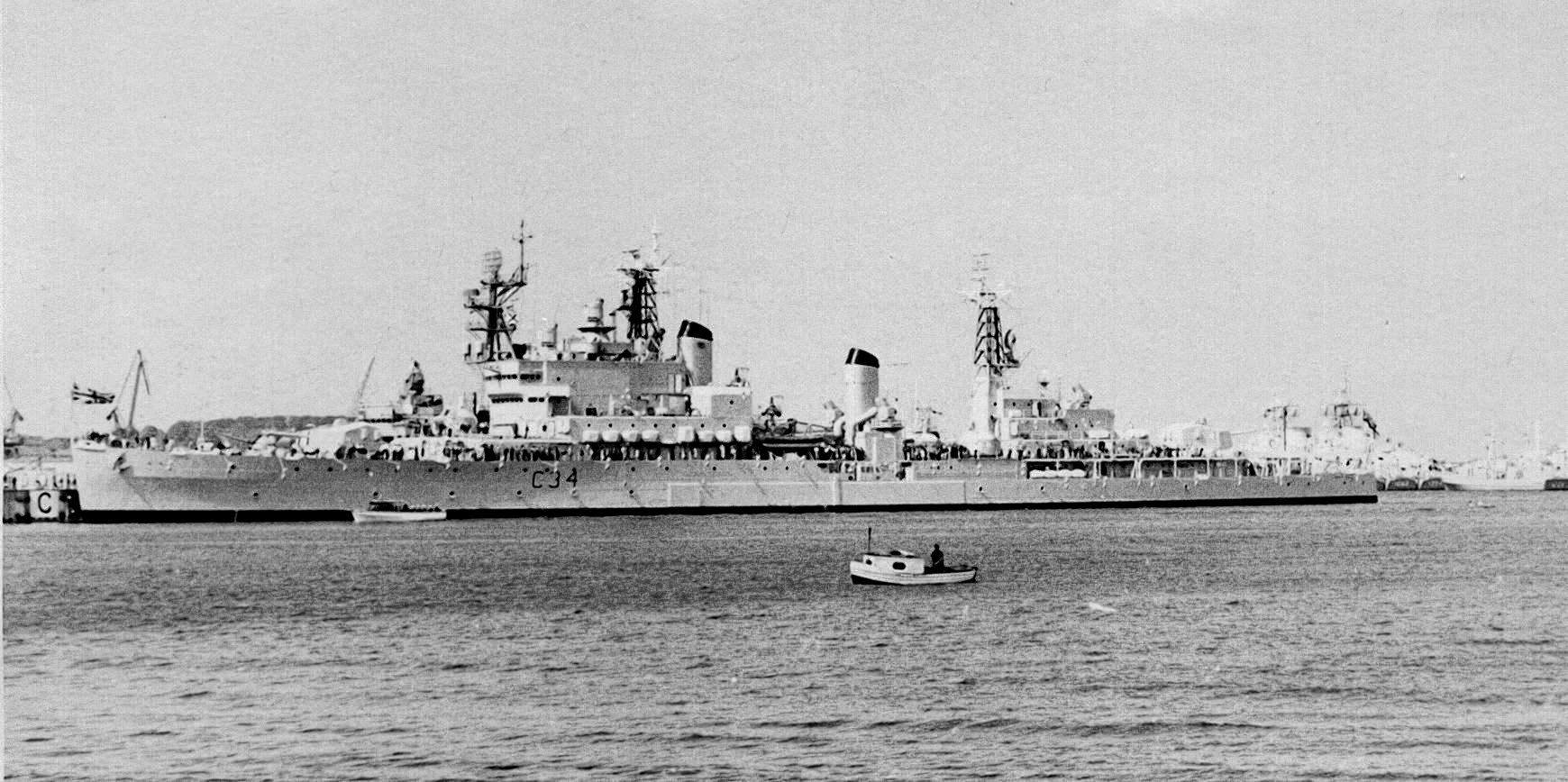
Лёгкий крейсер «Лайон» типа «Тайгер».

Великобритания, находившаяся в сложном экономическом положении, стала на путь крупномасштабного сокращения флота. В 1945—1955 были пущены на слом 32 крейсера, переданы Индии два крейсера, гоминьдановскому Китаю — один. Ограничились лишь достройкой двух крейсеров типа «Свифтшур» (англ. Swiftsure) — усовершенствованная версия «Колоний». Ещё 3 корабля серии стояли недостроенными до 1954 года, когда было принято решение доделать их в качестве крейсеров типа «Тайгер» (англ. Tiger), которым было суждено стать последними чисто артиллерийскими крейсерами мира.
Французский флот насчитывал после войны 9 крейсеров, два из них были списаны в 1945—1955 годах. Строительство крейсера «Де Грасс», заложенного ещё в 1939 году, было продолжено по изменённому проекту и закончено в 1956.
Голландский флот имел к концу 1945 года два крейсера в боевом составе и ещё два достроил в 1950—1953 годах по изменённому проекту «Де Зевен Провинсен».
Италия располагала к 1946 году 9 крейсерами. Из этого количества в строю осталось четыре, один был сдан на слом и четыре переданы по репарациям (Франции — 2, Греции — 1, СССР — 1).
СССР располагал к концу 1945 года 8 крейсерами и ещё два крейсера получены по репарациям из Германии и Италии. Два крейсера («Красный Кавказ», «Красный Крым») были списаны в 1953 году. Однако именно крейсера наряду с подводными лодками заняли в советских кораблестроительных программах 1940—1950-х годов важнейшее место.

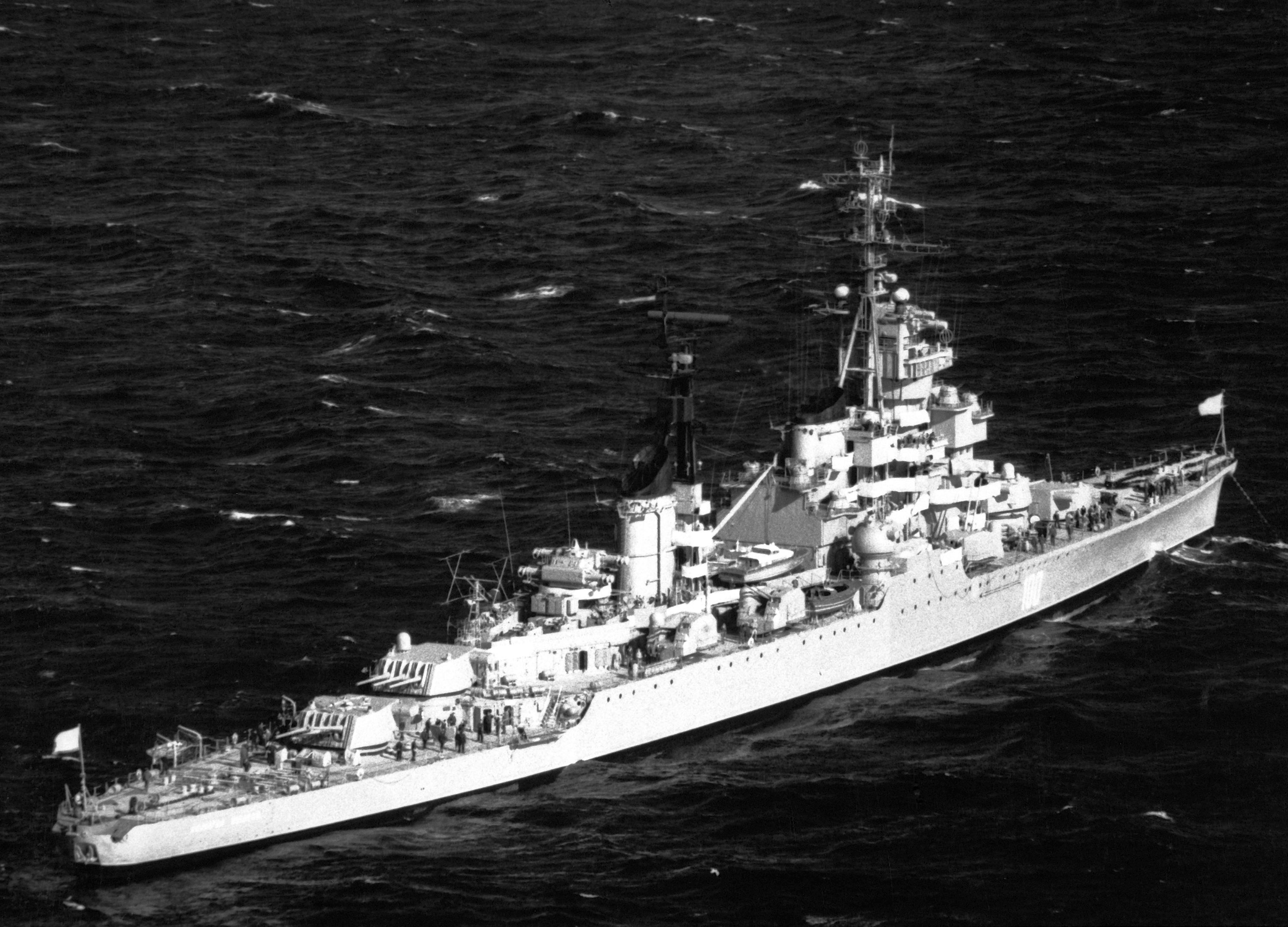
Лёгкий крейсер «Адмирал Ушаков» проекта 68-А

Предварительный вариант первой послевоенной кораблестроительной программы СССР предусматривал, в частности, постройку 102 крейсеров различных типов, включая 30 со 180-мм артиллерией и 60 со 152-мм. Ввиду явной неадекватности подобных планов, в программе строительства флота на 1945—1955 годы было запланировано строительство 34 крейсеров, в том числе 30 лёгких. К 1950 году были достроены по скорректированному проекту заложенные до войны крейсера проекта 68К. В 1953—1957 годах вступили в строй 15 крейсеров проекта 68-бис, ещё шесть крейсеров этого типа были сданы на слом в высокой степени готовности. По своим основным характеристикам они превосходили своих английских собратьев, ещё находившихся в строю в середине 50-х годов, и соответствовали американским кораблям 1940-х годов.

### История эксплуатации в послевоенный период
В боевых действиях после Второй мировой войны лёгкие крейсера применялись ограниченно. Крейсера США использовались для обстрела береговых целей во время военных действий в Корее и Вьетнаме, британские крейсера применялись для этой цели во время Суэцкого кризиса.
Последний американский лёгкий крейсер «Оклахома» был исключён из состава флота в 1979 году, в 1986 году отправился на разделку последний британский лёгкий крейсер «Тайгер».
К 1965 году в составе советского ВМФ оставалось 9 чисто артиллерийских крейсеров проекта 68-бис, из них 4 на консервации. Но с началом Боевой службы флота для кораблей этого типа нашлась работа, причём настолько интенсивная, что пришлось расконсервировать все крейсера проекта. Их активно использовали для сопровождения американских авианосных соединений.

…выяснилось, что самым эффективным и гарантированным способом уничтожения авианосца является расстрел его в упор артиллерией…. Считалось, что даже в случае получения повреждений, даже применяя артиллерию на самоуправлении, крейсер может вывести из строя взлётную палубу авианосца. Но фактически, ставка делалась на внезапный упреждающий удар…
— Платонов А. В. Крейсеры советского флота
Кроме того, велась и интенсивная разработка новых проектов артиллерийских крейсеров. Так, предполагалось заложить 5 крейсеров проекта 84, имевшего 180-мм универсальные орудия в качестве главного калибра. Был также разработан проект малого лёгкого крейсера (МЛК), оснащённого 130-мм универсальным калибром. Деятельность Н. С. Хрущёва положила конец этим планам. Тем не менее, советские крейсера проекта 68-бис числились в составе флота до конца 1980-х годов.
Последний случай применения лёгкого крейсера в боевых действиях имел место в 1982 году, когда аргентинский «Генерал Бельграно» стал первым кораблём, потопленным атомной ПЛ в ходе англо-аргентинского конфликта.
На начало 2008 года в составе флотов мира оставался лишь один лёгкий крейсер — перуанский «Альмиранте Грау», бывший голландский «Де Зевен Провинсен». На момент вывода его из состава флота в сентябре 2017, он был последним в мире артиллерийским крейсером, остававшимся на службе. 9 августа 2019 года Перуанский военно-морской флот объявил, что он будет сохранен как корабль-музей.

### Модернизация и переоборудование
В ходе стремительного послевоенного развития реактивной палубной авиации, ракетной техники и ядерного оружия, лёгкие артиллерийские крейсера стали более уязвимыми, в результате чего их боевая ценность значительно снизилась. Поэтому как в СССР, так и в США были разработаны программы по модернизации лёгких крейсеров путём оснащения их комплексами ПВО с зенитными управляемыми ракетами.
В рамках данных программ модернизации в конце 1950-х годов 6 американских крейсеров типа «Кливленд» были перестроены в ракетные крейсера типа «Галвестон» (Galveston).
В СССР к модернизации лёгких крейсеров в ракетные приступили в конце апреля 1955 года, когда на судостроительном заводе № 444 в Николаеве (будущем Черноморском судостроительном заводе) начали переоборудование лёгкого крейсера проекта 68-бис «Адмирал Нахимов» по проекту 67ЭП. В ходе модернизации крейсера в носовой части корабля размещалась открытая пусковая установка лоткового типа на неподвижной тумбе, предназначенная для крылатых противокорабельных ракет КСС с максимальной дальностью пуска 43 км. Испытания ракет проводились на крейсере с октября 1955 по 26 апреля 1956 года и повторно с 3 июня по 22 декабря 1956 года, в ходе которых 22 января 1956 года был произведён первый в мире пуск корабельной крылатой ракеты.
В конце 1950-х один из крейсеров проекта 68К, «Дзержинский» переоборудовали по проекту 70-Э с установкой ЗРК М-2 «Волхов-М», но опыт оказался неудачным и от перестройки остальных крейсеров отказались.

## Заключение
Задуманные как узкоспециализированные корабли, лёгкие крейсера непрерывно эволюционировали в течение четырёх десятилетий. На рубеже 1940—1950-х годов они достигли весьма высокой степени совершенства, превратившись в почти универсальные боевые единицы, способные выполнять едва ли не все задачи флота, за исключением разве что противолодочной борьбы. Но, как часто бывало в истории, артиллерийские крейсера, в том числе и лёгкие, стали жертвой военно-технического прогресса. Бурное развитие авиации и ракетного оружия достаточно быстро превратило лёгкие крейсера в устаревшие корабли, пригодные главным образом для огневой поддержки десантных операций. Именно в такой роли они и использовались в ряде локальных конфликтов, исполняя роль больших канонерских лодок. Но даже в этом качестве они проигрывали своим более крупным собратьям — линкорам и тяжёлым крейсерам.
Одновременно изменилась военно-стратегическая обстановка на океанских театрах предполагаемой Третьей мировой войны. Советский надводный флот был слишком слаб для морских сражений в классическом стиле, а в борьбе с многочисленными советскими подводными лодками артиллерийские крейсера ничем помочь не могли, что и предопределило достаточно быстрое списание лёгких крейсеров из действующего состава ведущих флотов мира. Что касается массового строительства лёгких крейсеров в СССР в 1950-х годах, то оно обуславливалось желанием Сталина создать океанский флот, а также нуждой иметь относительно мощные, хоть и устаревшие корабли в рядах ослабшего и не способного полностью контролировать даже Чёрное и Балтийское моря советского ВМФ. Тем не менее, при закладке эти корабли по праву являлись одними из лучших в своем типе, а позднее даже пригодились как оружие сдерживания авианосцев США до появления мощных ракетных крейсеров.